# Maximilianstraße (Bayreuth)

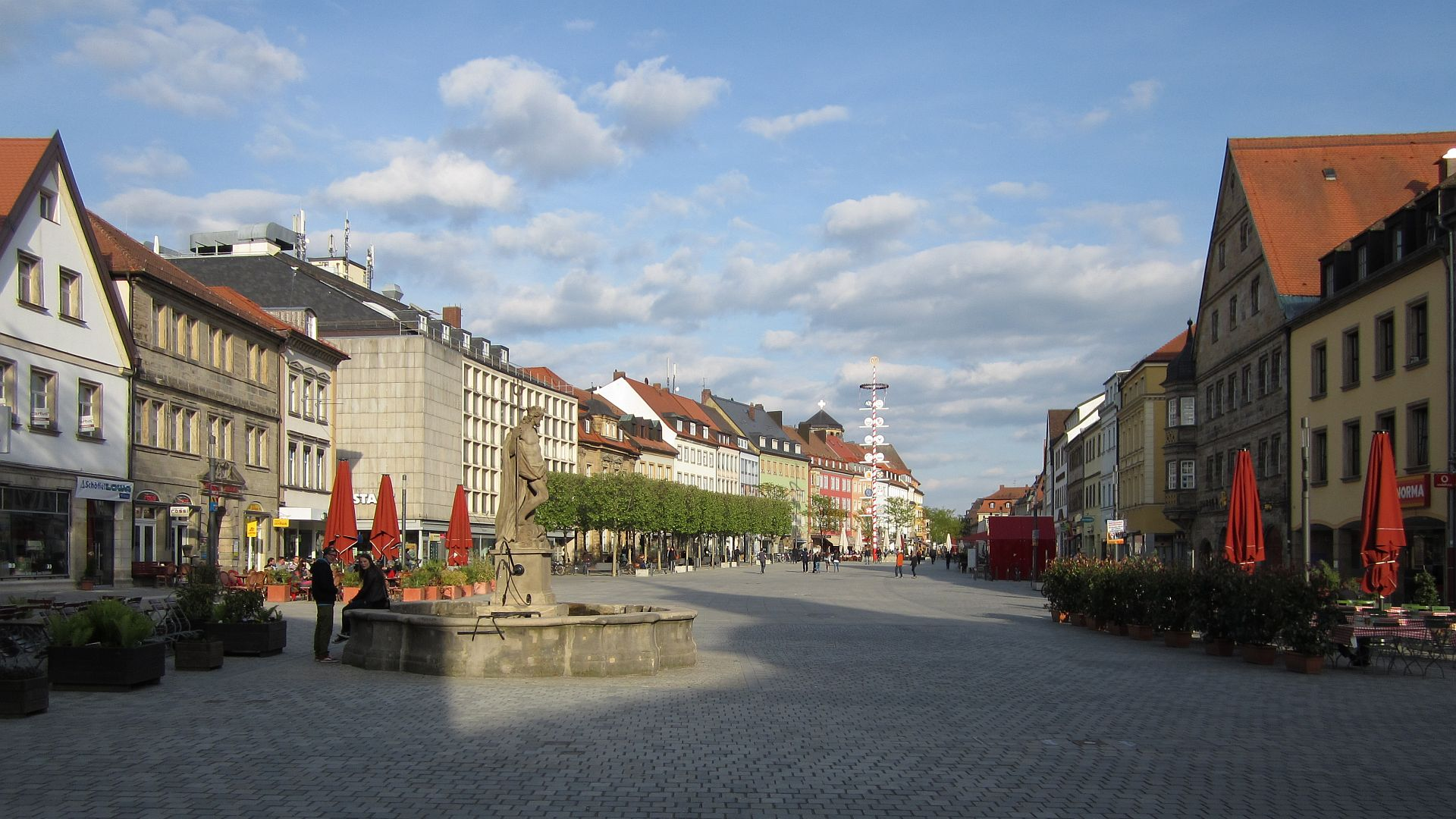
Maximilianstraße – ein Straßenmarkt in der historischen Innenstadt und Keimzelle Bayreuths

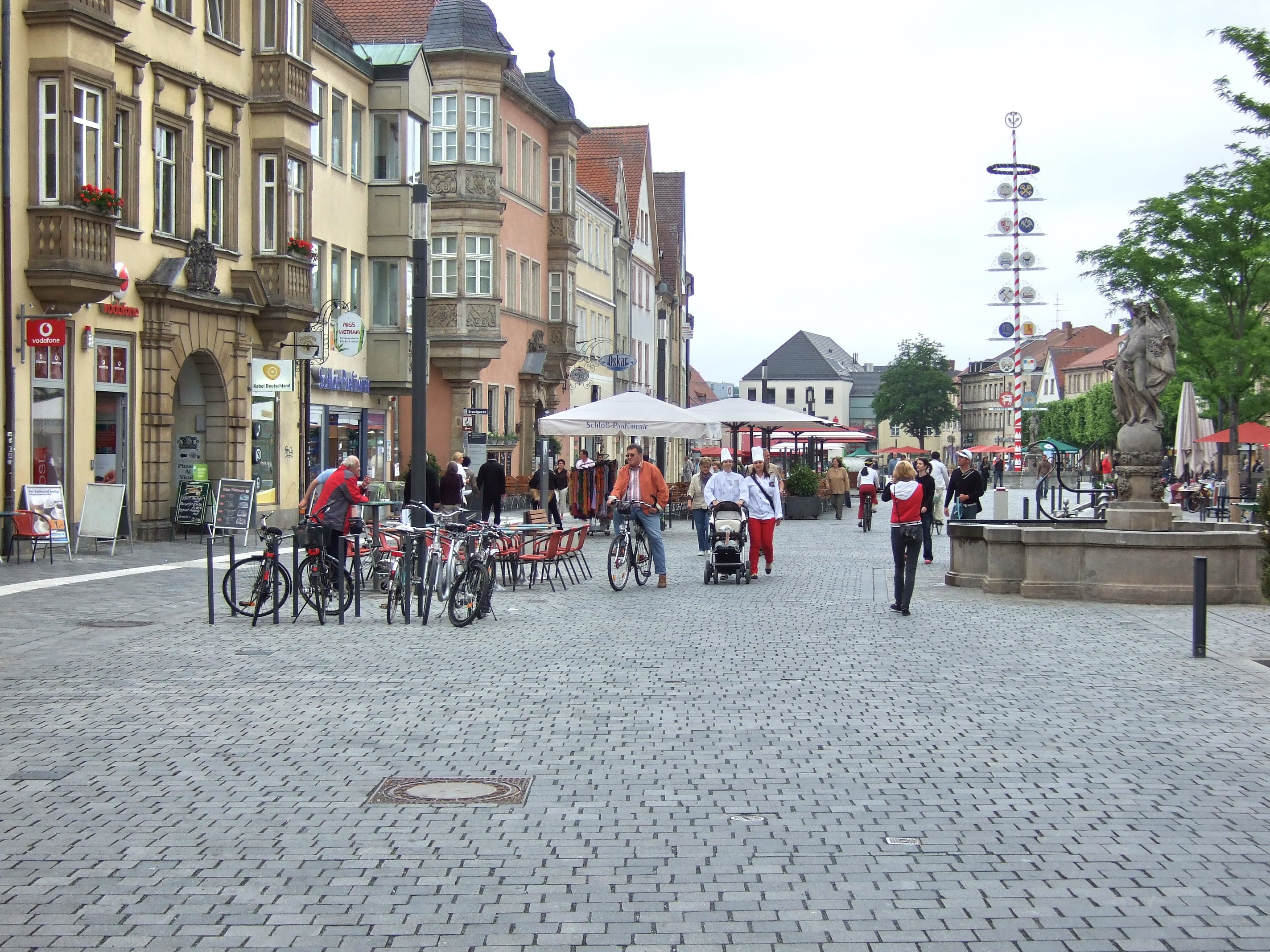
Fußgängerzone Maximilianstraße mit Famabrunnen und Maibaum

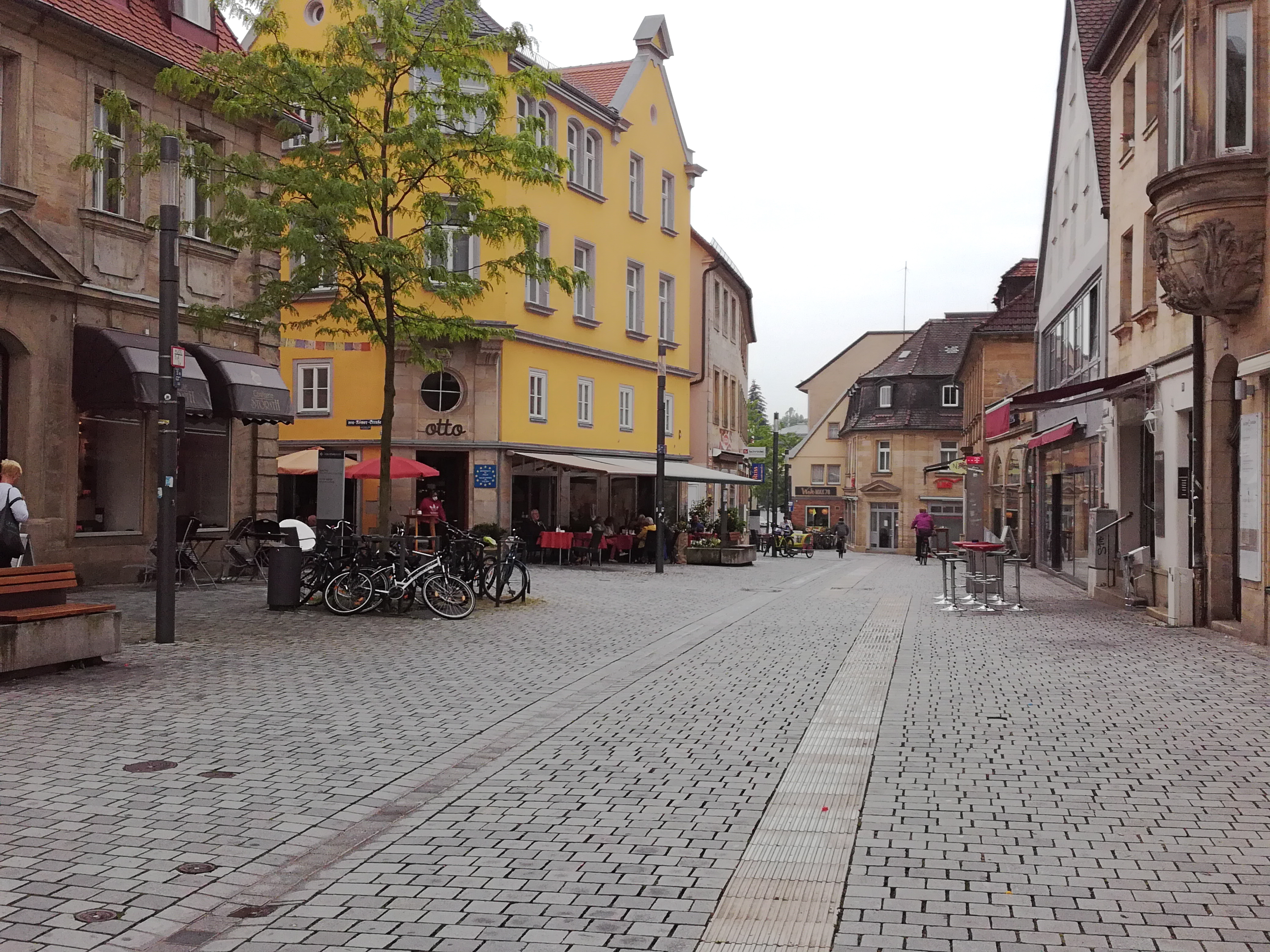
Untere Maximilianstraße: enger, gewunden und leicht abschüssig

Die Maximilianstraße ist eine Straße in der oberfränkischen Stadt Bayreuth. Im örtlichen Sprachgebrauch wird sie auch Maxstraße und in ihrem zentralen Abschnitt Markt genannt. Zentral in der Innenstadt gelegen führt sie vom Sternplatz⊙ zur Erlanger Straße und entspricht in ihrer überwiegenden Länge einem Straßenmarkt. Mit ca. 330 m Länge und 45 m maximaler Breite stellt dieser die zentrale Straße und wichtigste Geschäftsstraße der historischen Innenstadt dar.

## Name
Im ersten Stadtbuch von 1441 werden die Häuser an der Nordseite des Marktplatzes als „erst riß“ (erste Reihe), jene der Südseite als „ander riß“ bezeichnet. Der vermutlich seit dem Mittelalter existierende Name Haupt-Gaße wird erst um das Jahr 1700 greifbar. Auf der Carte Spéciale De La Résidence De Bareuth von 1745, dem sog. Riediger-Plan, tritt die Straße als Marck Gaß in Erscheinung. Um 1800 wird erwähnt, dass die Hauptstraße auch Marktstraße genannt werde.
Nach dem Verkauf der ehemaligen Hauptstadt des Fürstentums Bayreuth an das Königreich Bayern änderten sich im Jahr 1810 die Herrschaftsverhältnisse. Aus Anlass des 25-jährigen Regierungsjubiläums des bayerischen Königs Maximilian I. wurde die örtliche Hauptstraße zu dessen Ehren 1824 in Maximilianstraße umbenannt.

## Lage

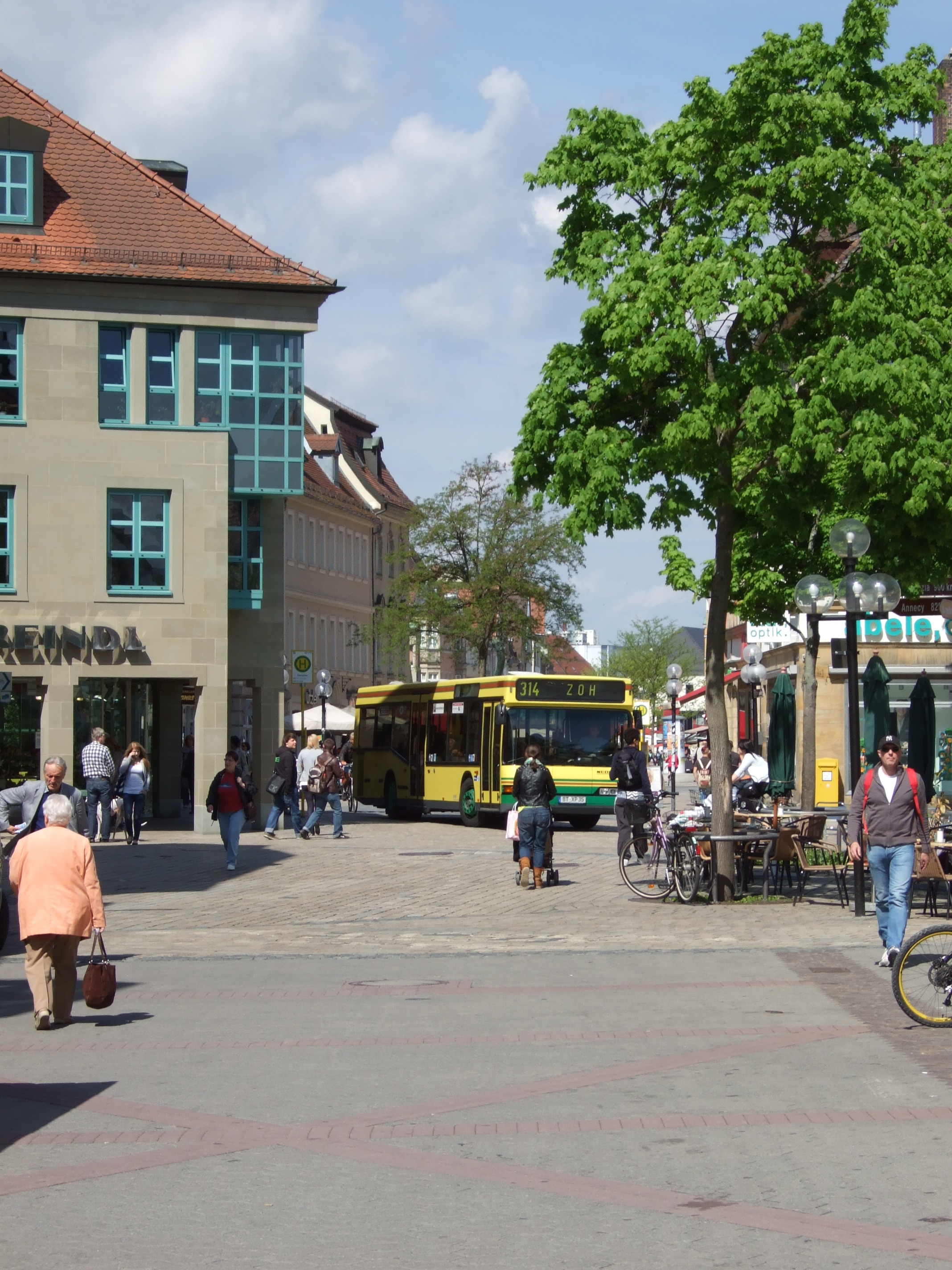
Blick vom Sternplatz in die Maximilianstraße mit den Häusern Maximilianstraße 1 (links) und 2 sowie einem den Fußgängerbereich befahrenden Linienbus (2012)

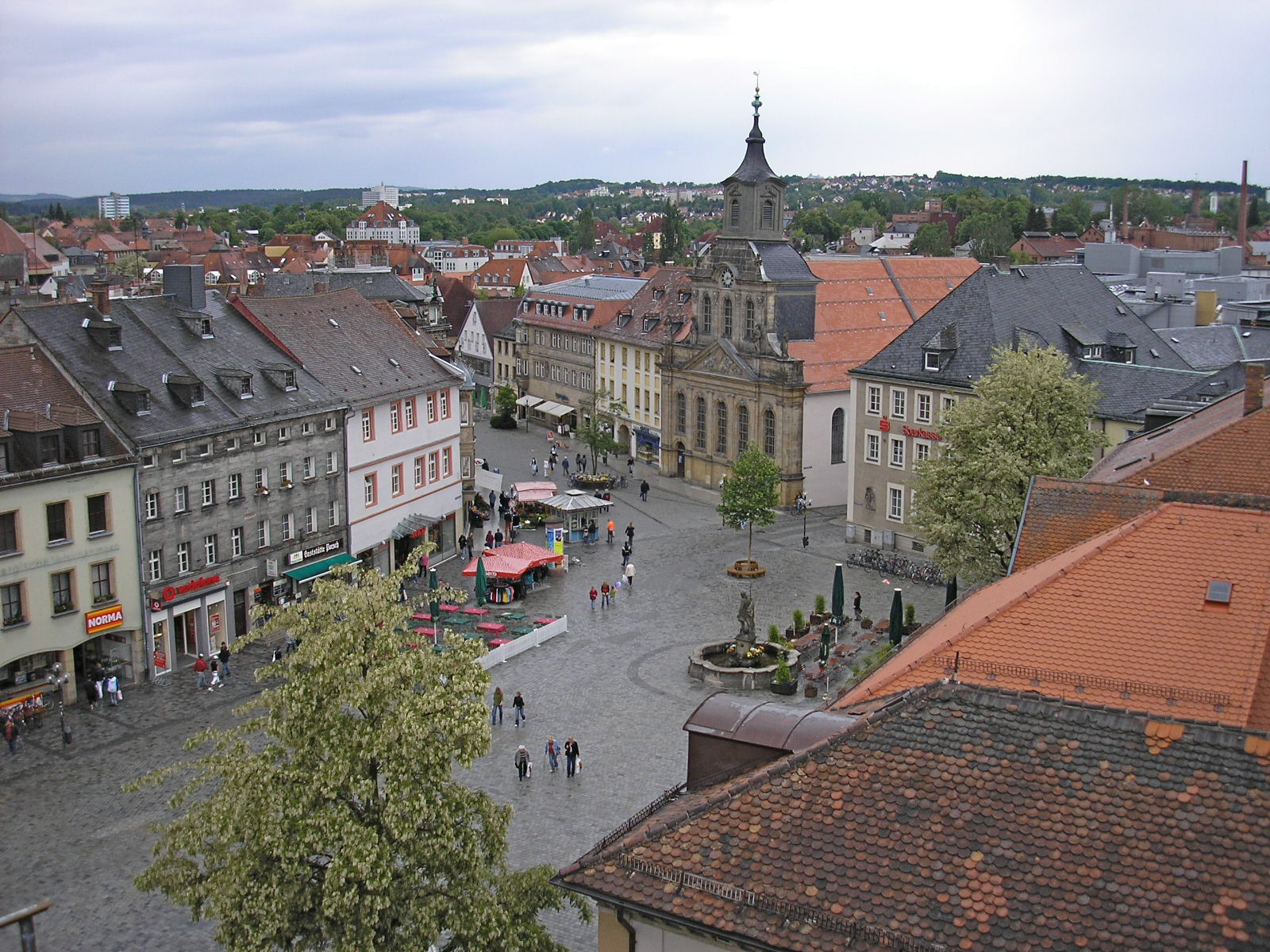
Unterer Markt mit Spitalkirche und dem 2007 abgerissenen Sparkassengebäude (2006)

Die Maximilianstraße bildet mit der Richard-Wagner-Straße einen durchgehenden Straßenzug, der die Innenstadt von Südosten nach Nordwesten durchquert und historisch die Hauptverkehrsachse Bayreuths darstellt. Weitgehend gerade und steigungsfrei auf einer Anhebung zwischen zwei Tälern angelegt, fällt sie an ihrem westlichen Ende („untere Maximilianstraße“) in einem gekrümmten Verlauf zum Niveau des Sendelbachs hin ab.
Seitenstraßen bzw. -plätze vom Sternplatz aus gesehen sind:
- Südseite:

- Kanzleistraße
- Brautgasse
- Kirchgasse
- Sophienstraße
- Spitalgasse
- Von-Römer-Straße
- Dammallee

- Nordseite

- Schloßberglein
- Ehrenhof des Alten Schlosses
- Schulstraße
- Frauengasse
- Am Mühltürlein
- Pauschenberglein

Daneben führen zwei überdachte Ladenpassagen vom Markt aus in nördlicher Richtung: Die Eysserhauspassage beginnt im Haus Maximilianstraße 26 und führt zur Kanalstraße, die Passage Max 48 parallel zur Schulstraße zur Zentralen Omnibushaltestelle (ZOH).
Die Maximilianstraße endet an der Kreuzung der Kulmbacher Straße mit der Erlanger Straße und dem Hohenzollernring. Letzterer wurde Anfang der 1970er Jahre im Verlauf der ehemaligen Straßen Graben und Wolfsgasse als Teil des weitgehend vierspurigen „Stadtkernrings“ angelegt.

## Geschichte und Beschreibung

Maximilianstraße am 30. Mai 1909, Aufnahme vom ersten Überflug eines Zeppelins

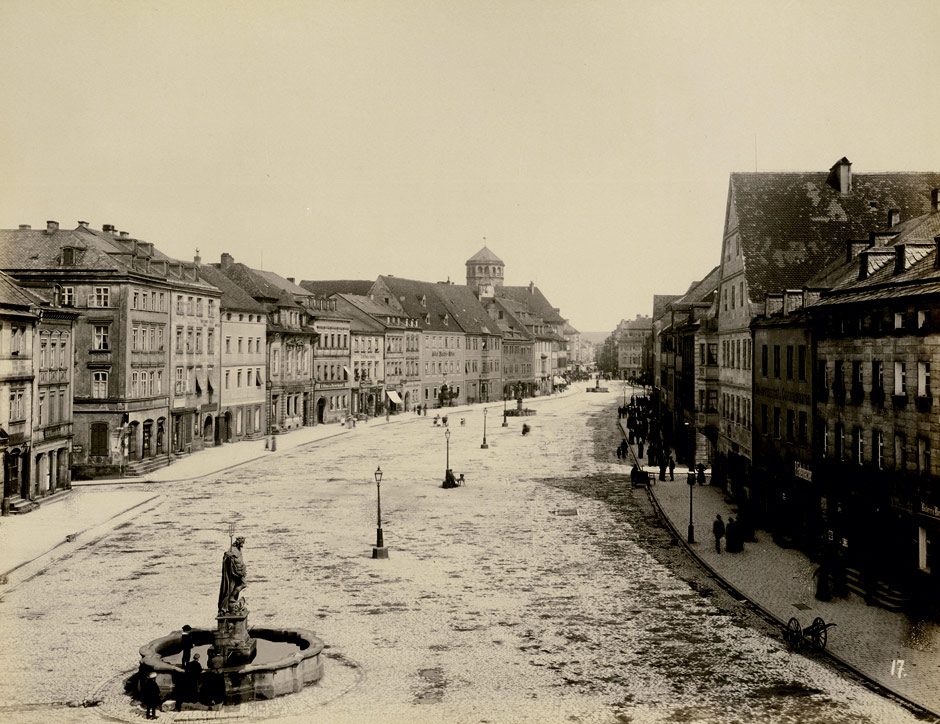
Blick über den unteren Markt mit dem Neptunbrunnen nach Südosten (1891)

Herkulesbrunnen und Häuserzeile auf der Nordseite des Marktplatzes (1904)

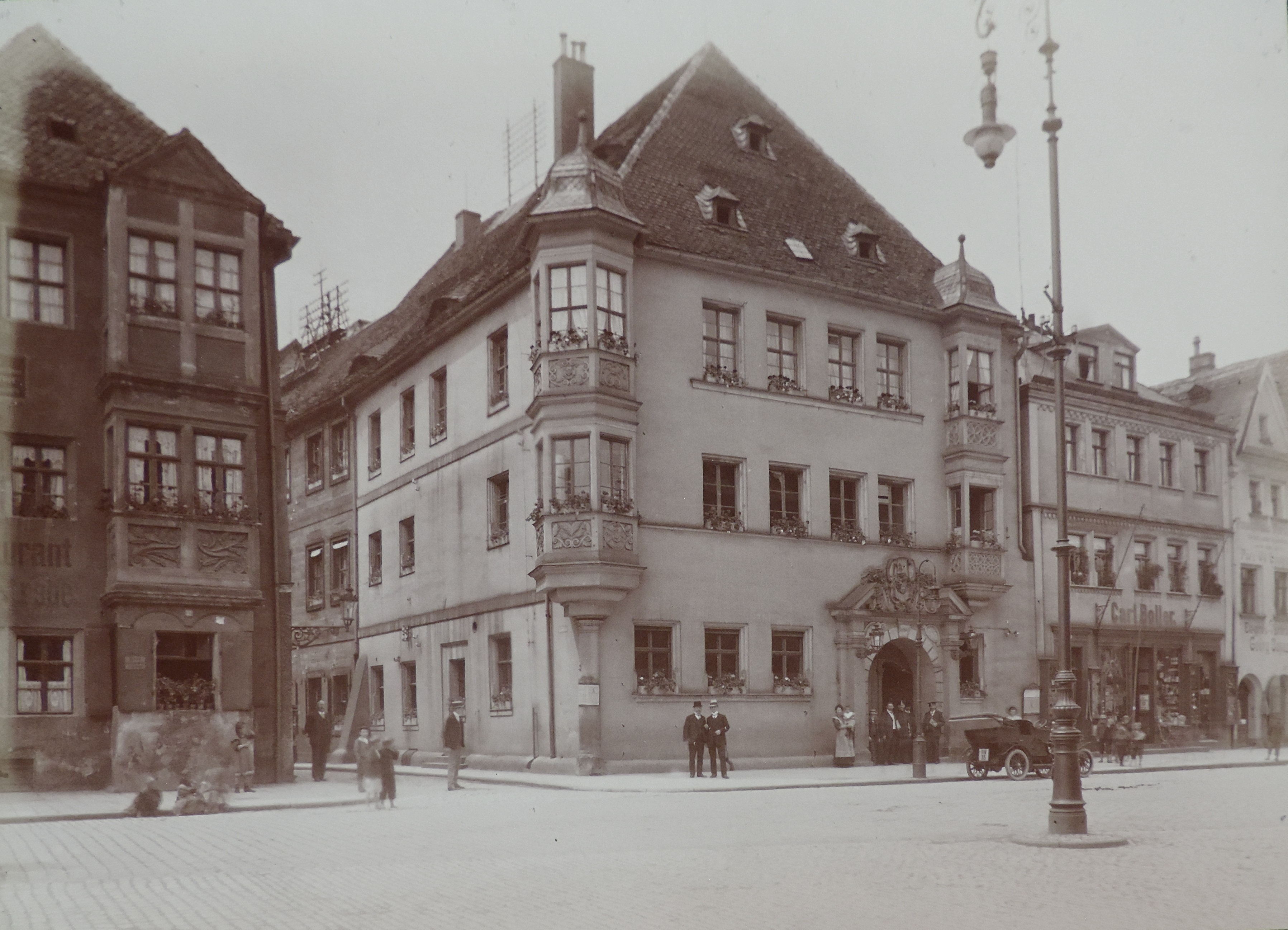
Altes Rathaus (Maximilianstraße 33), links das 1970 abgerissene Geburtshaus des Philosophen Max Stirner (ca. 1910)

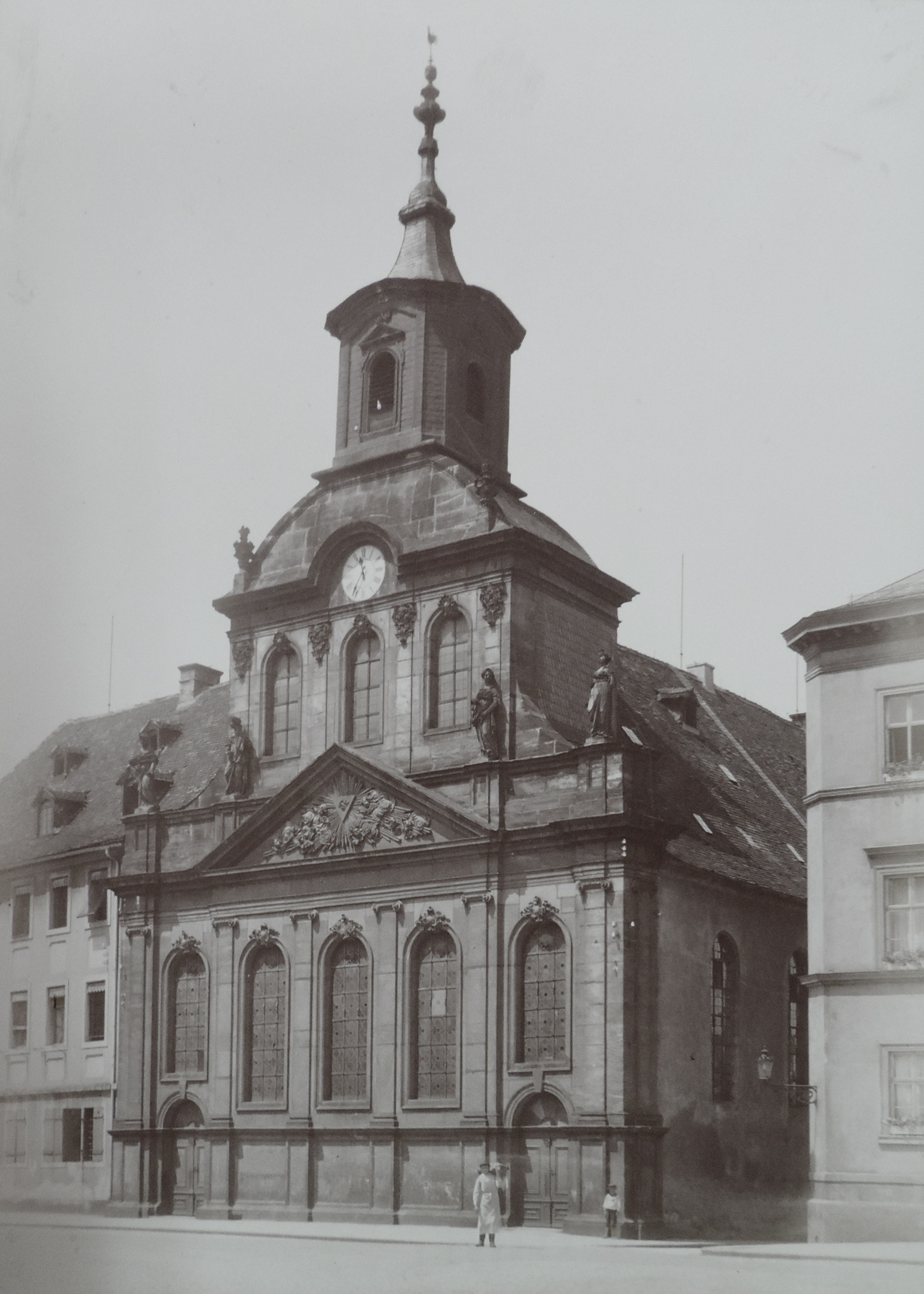
Erster für Wagen passierbarer Durchbruch zwischen der Spitalkirche und dem ehemaligen Amtsgericht (um 1910)

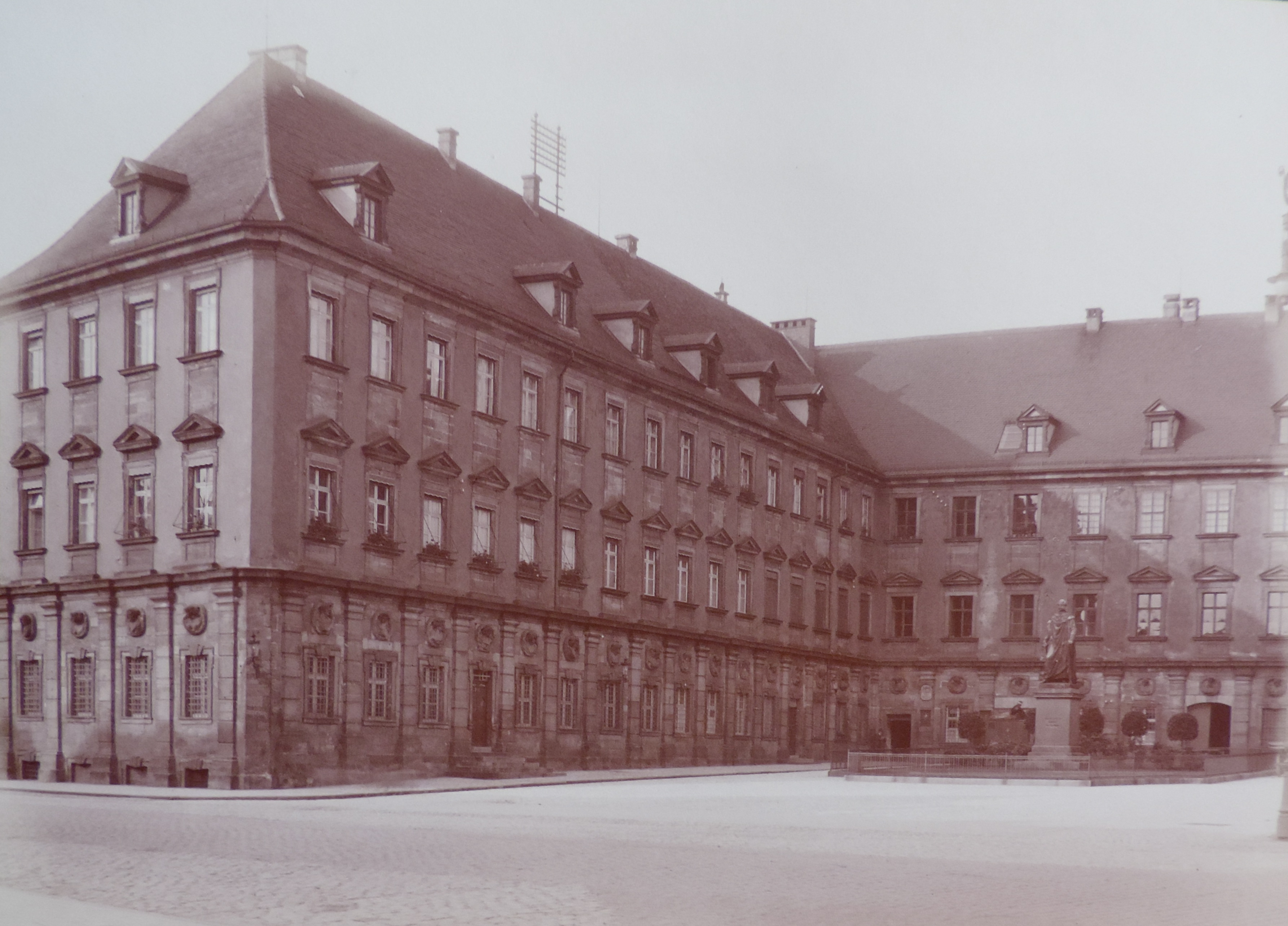
West- und Nordflügel des Alten Schlosses, im Ehrenhof das Maximiliansdenkmal (um 1910)

Blick vom Sternplatz in die Maximilianstraße mit dem 1962 abgerissenen „Gärtnerhaus“ Maximilianstraße 1 (links), vor 1900

Der sog. untere Markt im Bereich zwischen Frauengasse und Sophienstraße wird als Keimzelle der Stadt Bayreuth angesehen. Vermutlich existierte dort, auf der vom Roten Main und dem Sendelbach eingerahmten Spitze eines Sandsteinplateaus, bereits vor der Stadtgründung im Zuge der Rodungstätigkeit durch die Schweinfurter Grafen eine kleine fränkische Ansiedlung. Otto VII. von Meranien ist mit großer Wahrscheinlichkeit der Landesherr, der den 1194 erstmals urkundlich erwähnten und 1199 noch als „villa“ (Dorf) bezeichneten Ort zwischen 1200 und 1230 zur Stadt erhob.
Bereits vor 1370 hatte Bayreuth das Marktrecht erhalten. Die Anlage des Straßenmarkts, dessen Führung sich in eine karolingische Altstraße eingliedert, weist auf ein frühes kleines Handelszentrum hin. Der Markt erstreckte sich vom Oberen (Stadt-)Tor nordwestlich des Sternplatzes bis zum Unteren Tor nordöstlich der Straße Pauschenberglein. Noch in den 1920er Jahren war seine Funktion weniger die einer Durchgangsstraße als vielmehr jene eines Marktplatzes.
Der künstliche Wasserlauf Tappert folgte dem Markt vom Sternplatz bis zum Mühltürlein. Als bis ins frühe 19. Jahrhundert offener Kanal diente er als Abwasserkanal und als Löschwasserreservoir im Brandfall. Beim Umbau des Marktplatzes wurden im Jahr 2010 Reste des einstigen Kanalbetts gefunden, eine Reaktivierung als „Stadtbächlein“ war wegen der tiefen Lage aber nicht möglich. Stattdessen wurde vor der nördlichen Häuserfront eine wasserführende Zierrinne mit Wasserspielplatz neu geschaffen.
Zwei große Stadtbrände in den Jahren 1605 und 1621 vernichteten große Teile der Bausubstanz. Am 16. Juni 1621 brach in der heutigen Maximilianstraße 73 ein Feuer aus, noch während der Löscharbeiten dann in der heutigen Maximilianstraße 34. Aufgrund der engen Bebauung und der leicht entflammbaren Baumaterialien ließ sich der Brand nicht eindämmen. 197 Häuser wurden in der Stadt ein Raub der Flammen, lediglich das Schloss, das Hospital und 18 Bürgerhäuser, darunter die 1610 erbaute Mohren-Apotheke, blieben verschont.
Im Dreißigjährigen Krieg wurde die Stadt 1634 und 1640 geplündert und teilweise zerstört. Das erste bekannte Rathaus der Stadt stand mitten auf dem unteren Markt. Im Jahr 1430 wurde es von den Hussiten mit zahlreichen anderen Gebäuden niedergebrannt. Der 1446 errichtete Nachfolgebau überstand den Stadtbrand von 1621 nicht. Unmittelbar hinter dem Rathaus stand das Brauhaus, vor dem Rathaus war ein Galgen aufgerichtet. Lange Zeit markierte ein schwarzes Dreieck im Straßenpflaster diesen Richtplatz. Vermutlich war der Galgen an dieser Stelle aber nur das Wahrzeichen der Hohen Gerichtsbarkeit: Vollstreckt wurde die Todesstrafe in der Regel auf dem Galgenberg, dem Rabenstein und der Henkersau in heutigen Stadtteil Kreuz.
Bereits im 13. Jahrhundert oder früher soll sich an der Stelle des Altes Schlosses ein Amtmannsitz befunden haben. 1455 wurde dort ein erstes Schloss erbaut; das fortifikatorisch an günstiger Stelle gelegene Bauwerk könnte aber auch bereits für die Gründung bzw. Verlegung der Siedlung eine Rolle gespielt haben. Noch im 17. Jahrhundert sprachen zeitgenössische Quellen von der „Burg“ Bayreuth. Nach dem Stadtbrand von 1621 konnte die Herrschaft mehrere anliegende Häuser aufkaufen und abbrechen, wodurch der Ehrenhof zum Markt hin geöffnet wurde. Von 1603 bis 1753 war das Alte Schloss Residenz der Markgrafen von Brandenburg-Bayreuth.
Jenseits des Stadttors Unteres Tor (in Höhe der heutigen Hausnummern 74 und 81 gelegen) querte die Straße auf einer Brücke den vom Sendelbach gespeisten Stadtgraben. Vermutlich im Zuge der Anlage des Dammweihers in den 1740er Jahren wurde die Brücke durch einen aufgeschütteten Damm ersetzt. Im Unteren Tor befand sich der Kerker, wo eines Verbrechens Beschuldigte eingesperrt und vom Gerichtsknecht oder von „Musketieren“ (Angehörigen der Bürgerwehr) bewacht wurden. Noch 1712 wurde dort ein neues Torturgewölbe für die Erzwingung von Geständnissen durch Folter geschaffen. 1752 wurde das Untere Tor abgetragen, als Gefängnis wurde auf dem Mühltürlein eine neue Fronfeste errichtet.
Der Straßenzug zwischen den Häusern Maximilianstraße 83 bis 87 (Südseite) bzw. 78 und 82 (Nordseite) wurde zu Beginn des 18. Jahrhunderts als „Zwischen den Unteren Toren“ bezeichnet, da er zwischen dem eigentlichen Stadttor und einer Vorsperre gelegen hatte. Während die Nordseite bereits im 17. Jahrhundert bebaut war, entstanden die Häuser 83 und 85 auf der Südseite Anfang des 18. Jahrhunderts. Da das Gelände letzterer zum dahinterliegenden Weiher gehörte, waren diese – auch bezüglich ihrer Steuerpflicht – nicht dem Stadtmagistrat, sondern dem fürstlichen Kastenamt unterstellt.
1721 erwarb die damals wohlhabende Hospitalstiftung das heutige Anwesen Maximilianstraße 33 und stellte es der Stadt zur Nutzung als Rathaus (→ Altes Rathaus) zur Verfügung. Seit Anfang des 19. Jahrhunderts war in dem Gebäude auch die Polizei untergebracht. Nach dem Umzug der Stadtverwaltung in das Reitzenstein-Palais am Luitpoldplatz, das 1916 zum neuen Rathaus umgebaut wurde, verlor es vorübergehend seine Funktion. Da das „Neue Rathaus“ im April 1945 dem Bombenkrieg zum Opfer fiel, wurde nach dem Kriegsende das „Alte Rathaus“ bis 1972 erneut als solches, danach bis 1991 noch als Polizeidienstgebäude und bis 1996 von der Polizeidirektion, genutzt. In den Jahren 1998/99 wurde die Fassade in Abstimmung mit den Denkmalschutzbehörden restauriert, seit 1999 beherbergt es das Kunstmuseum und eine Gaststätte.
Im Jahr 1742 wurde das Kaiserliche Reichspostamt Bayreuth aus der Friedrichstraße („Postei“) in das 1945 zerstörte Haus Maximilianstraße 16 verlegt.  In einer Mansardenwohnung jenes Hauses lebte von September 1811 bis November 1813 der Schriftsteller Jean Paul. 1893 zog das Postamt in ein neues Gebäude in der Kanzleistraße um.
Am 10. Februar 1824 beschloss der Magistrat die „Correction der Straße am Obern Thor“ und ließ zur Aufweitung der Straße bald darauf drei Häuser an der Ecke zur Ludwigstraße abbrechen. Mehrere Jahre lang existierte dort durch den offengelegten Lauf des Tappertkanals eine übelriechende Brache. Das an der Stelle errichtete spätere „Gärtnerhaus“, dessen Grundstein nach langen Diskussionen erst 1830 gelegt wurde, wurde in der Bauflucht des heutigen Hauses Richard-Wagner-Straße 2 (Hof-Apotheke) errichtet.
In den Jahren 1864/65 kaufte die Stadt das damalige Haus Maximilianstraße 82 und ließ es abreißen. In der entstandenen Bresche wurde eine Straße hinunter zur Schwarzen Allee (seit 1889: Kanalstraße) angelegt, die nach der Errichtung des Zentralschulhauses (Graserschule) den Namen Schulstraße erhielt. 1895 wurde mit dem Abbruch des Mühltürleins ein weiterer für Wagen passierbarer Durchgang geschaffen, in ihrer heutigen Breite existiert diese Straße aber erst seit 1934. Im Juli 1924 wurde am Haus Maximilianstraße 59 die erste Tankstelle der Stadt eröffnet.
Nach dem Ende der Residenzzeit wurde es üblich, sich in den Abendstunden zu einem Bummel auf dem Markt zu treffen. Heinrich Zschokke berichtete 1796 als Erster davon, das die Bayreuther dort „partienweise“ auf und ab schwärmten. Dieses Sehen und Sich-Sehen-Lassen, Treffen und Kennenlernen wurde zu einer Tradition, die sich bis zum Beginn des Zweiten Weltkriegs hielt. In der Zeit der nationalsozialistischen Diktatur diente der Markt vielfach als Ort für Aufmärsche und Großkundgebungen.
Bereits in den 1930er Jahren wurde zum „Tag der Arbeit“ am 1. Mai jeweils in Höhe des Alten Rathauses mittig ein Maibaum aufgestellt, der Symbole des örtlichen Handwerks zeigte. 1952 wurde diese Tradition durch einen Verein wiederbelebt; mittlerweile steht der Maibaum ganzjährig auf dem Markt und zeigt die fränkischen Farben weiß-rot. In den 1940er Jahren wurde mitten auf dem Markt ein gemauertes Löschwasserbecken errichtet, das in den ersten Nachkriegsjahren zur Fahrradaufbewahrung genutzt wurde.
Am Ende des Zweiten Weltkriegs lagen nach den Bombardierungen vom 5., 8. und 11. April 1945 große Teile der Stadt in Schutt und Asche. Der historische Stadtkern war dabei verhältnismäßig glimpflich davongekommen. Beim Einrücken der amerikanischen Soldaten verbrannten die Nazis jedoch im Alten Schloss belastende Dokumente. Das Feuer griff auf das Gebäude und auf die Häuser auf der Nordseite des Marktplatzes über. Wegen des Fehlens einer gut funktionierenden Feuerwehr, des Mangels an Löschwasser und der nächtlichen, auch für die Feuerwehrleute gültigen Ausgangssperre, ließ es sich erst durch die Sprengung der Häuser Maximilianstraße 34 und 36 durch die United States Army eindämmen. Diesem Brand fiel ein bedeutender Teil der Häuser auf der Nordseite der Straße zum Opfer, nur einige Fassaden (Hausnummern 28 und 32) blieben erhalten. Die Räumung der Trümmergrundstücke, und erst recht der Wiederaufbau, gingen nur schleppend voran. „Noch immer liegen die Steine dort, wohin sie rollten“ stellte die Tageszeitung Fränkische Presse im Spätsommer 1948 fest.
Das Geschäftsleben auf dem Marktplatz war zunächst von fliegenden Händlern geprägt, in den Ruinen an seiner Nordseite etablierten sich später erste primitive Läden. Das erste wiederaufgebaute Gebäude in diesem Bereich war das 1950 fertiggestellte Haus Maximilianstraße 22. Mit dem Haus Maximilianstraße 4 (Eckgebäude zur Straße Schloßberglein) wurde östlich des Alten Schlosses bereits 1949 der erste Neubau am Markt vollendet. Der letzte Lückenschluss erfolgte erst Anfang der 1980er Jahre mit dem Haus Nr. 36, das ein eingeschossiges Provisorium ersetzte.
Von den erhalten gebliebenen Gebäuden wurden ab 1962 die Häuser Maximilianstraße 40 (Café Lorenz, geschlossen im April 1960) und 42 einem im Oktober 1963 eröffneten Kaufhausneubau (Hertie, seit 2000 Karstadt) geopfert. 1973 musste das Eckhaus zur Schulstraße (Maximilianstraße 44) einer Vergrößerung des Kaufhauses weichen. Weitgehend im Ursprungszustand erhalten blieb an der Nordseite des Markts zwischen dem Ehrenhof und der Schulstraße nur das Haus Maximilianstraße 38 (ehemals Restauration Herrmann, 1937–2004 Bankhaus Schmidt); dessen originaler Dachstuhl wurde im November 1999 bei einem Großbrand zerstört.
Zwischen der Kanalstraße und der Maximilianstraße existieren Keller und unterirdische Gänge mit einer Gesamtlänge von rund 1000 m, deren insgesamt zehn Einzeläste teilweise miteinander verbunden sind. Sie dienten früher als Lagerräume für Lebensmittel, Bier und Eis, in den letzten Jahren des Zweiten Weltkriegs auch als Luftschutzbunker zum Schutz vor Fliegerbomben. Beim Bau des Kaufhauses Hertie wurden sie im Bereich der Schulstraße weitgehend zerstört.

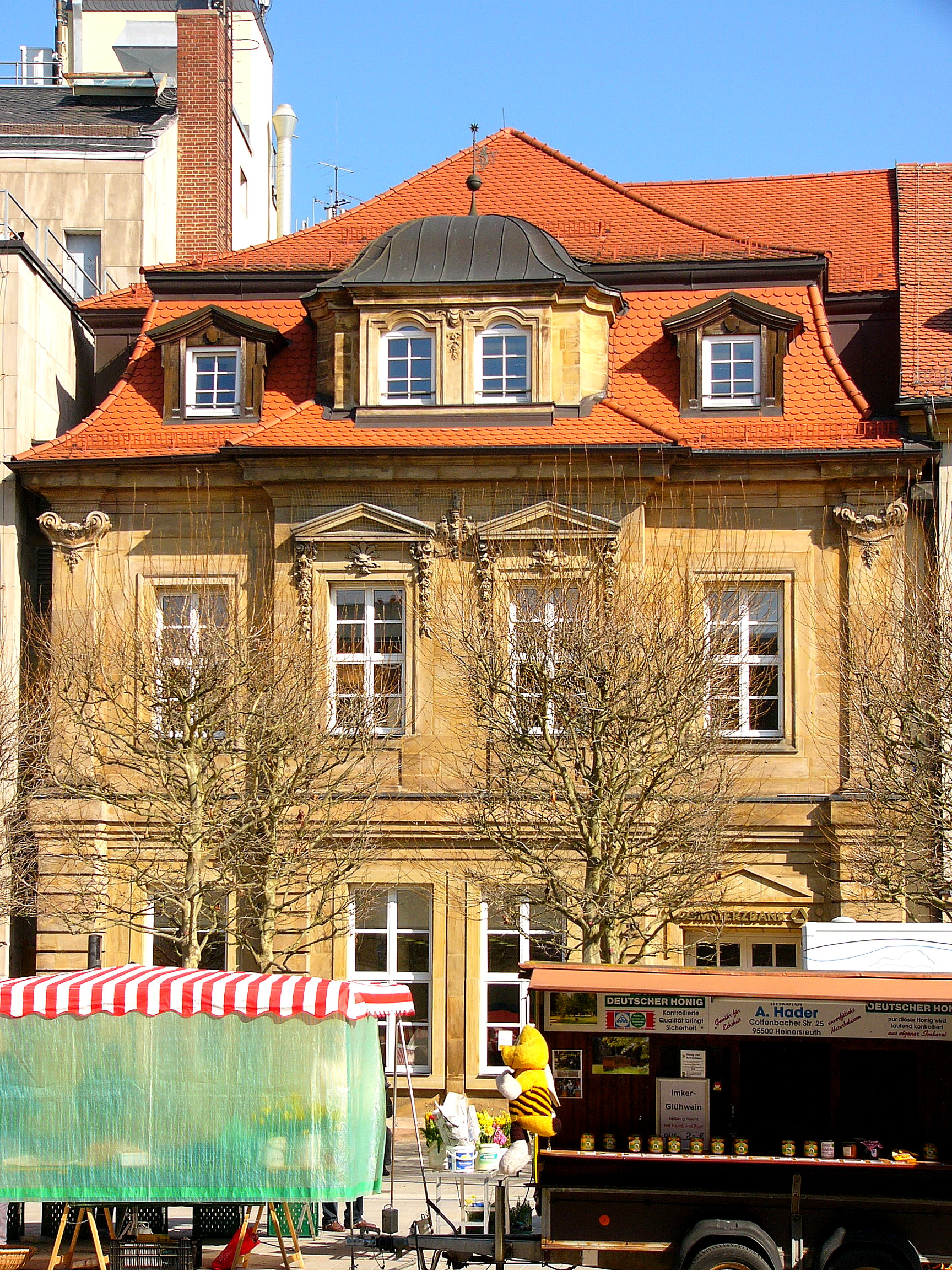
Maximilianstraße 38 (ehem. Bankhaus Schmidt)
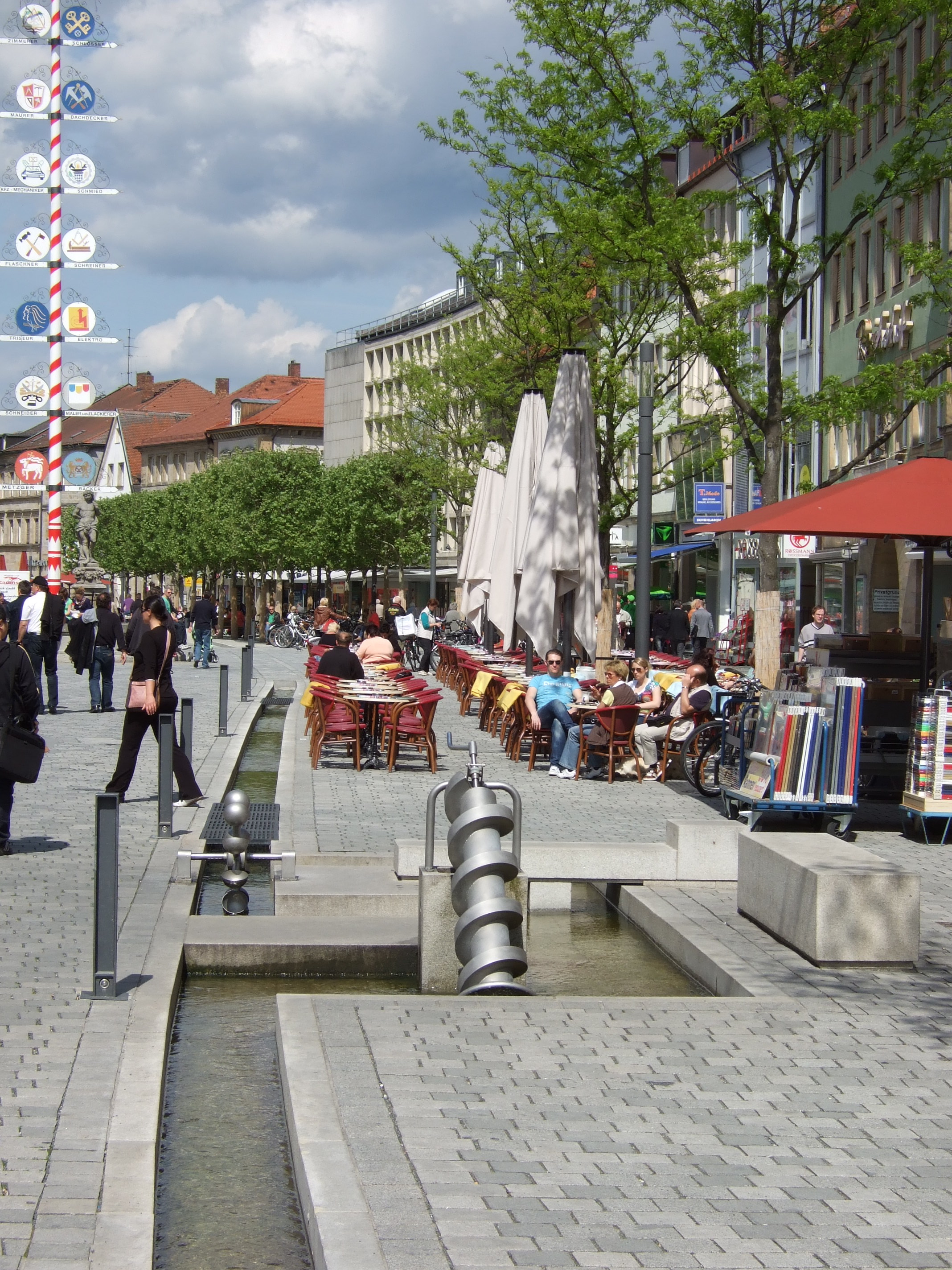
Das „Stadtbächlein“ mit Wasserspielplatz erinnert an den Tappert
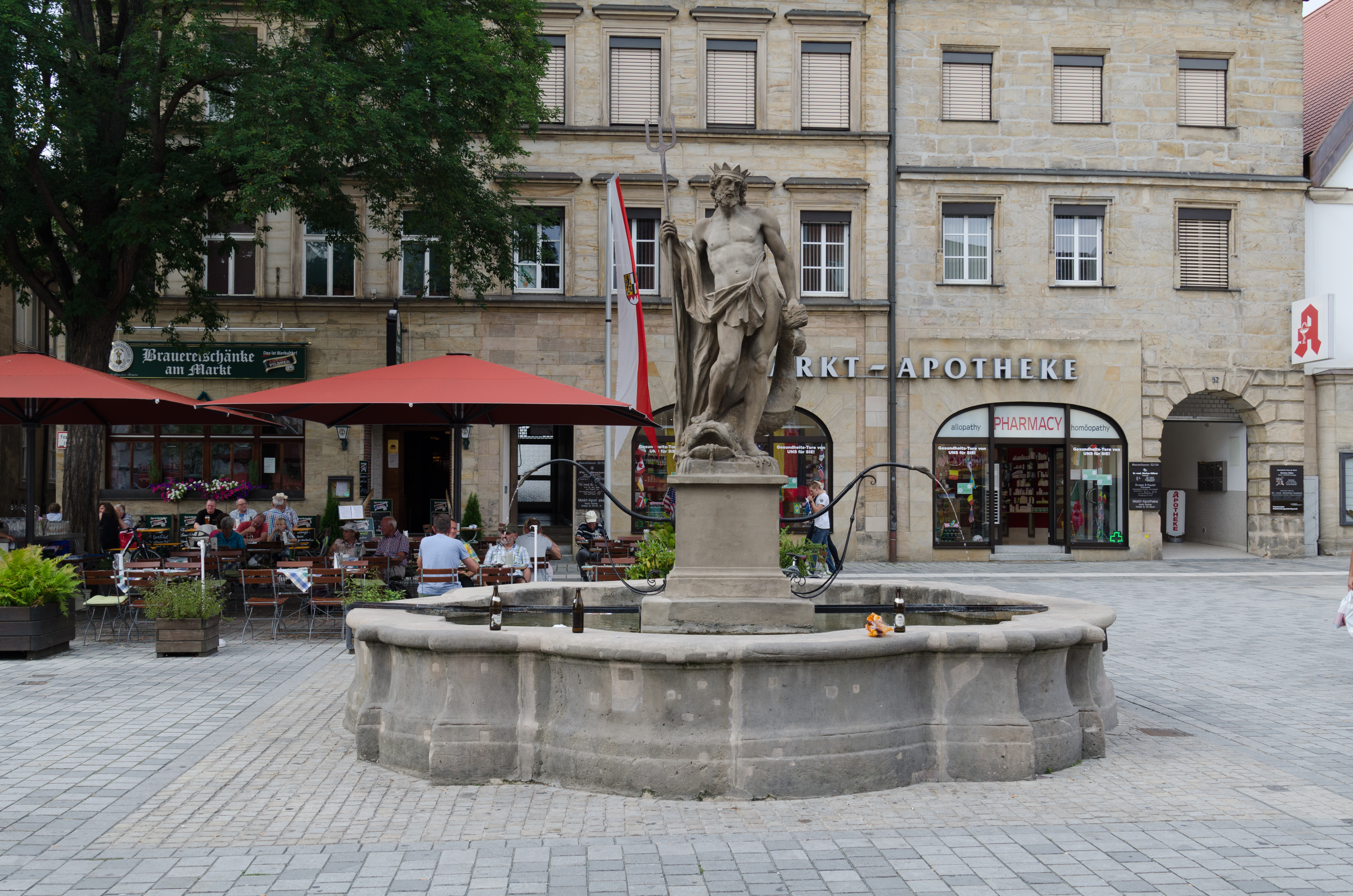
Neptunbrunnen am unteren Markt

## Bauwerke

Sternplatz mit dem „Gärtnerhaus“ (links), Mündung der Maximilianstraße und Textilkaufhaus Pfefferkorn (Mitte)

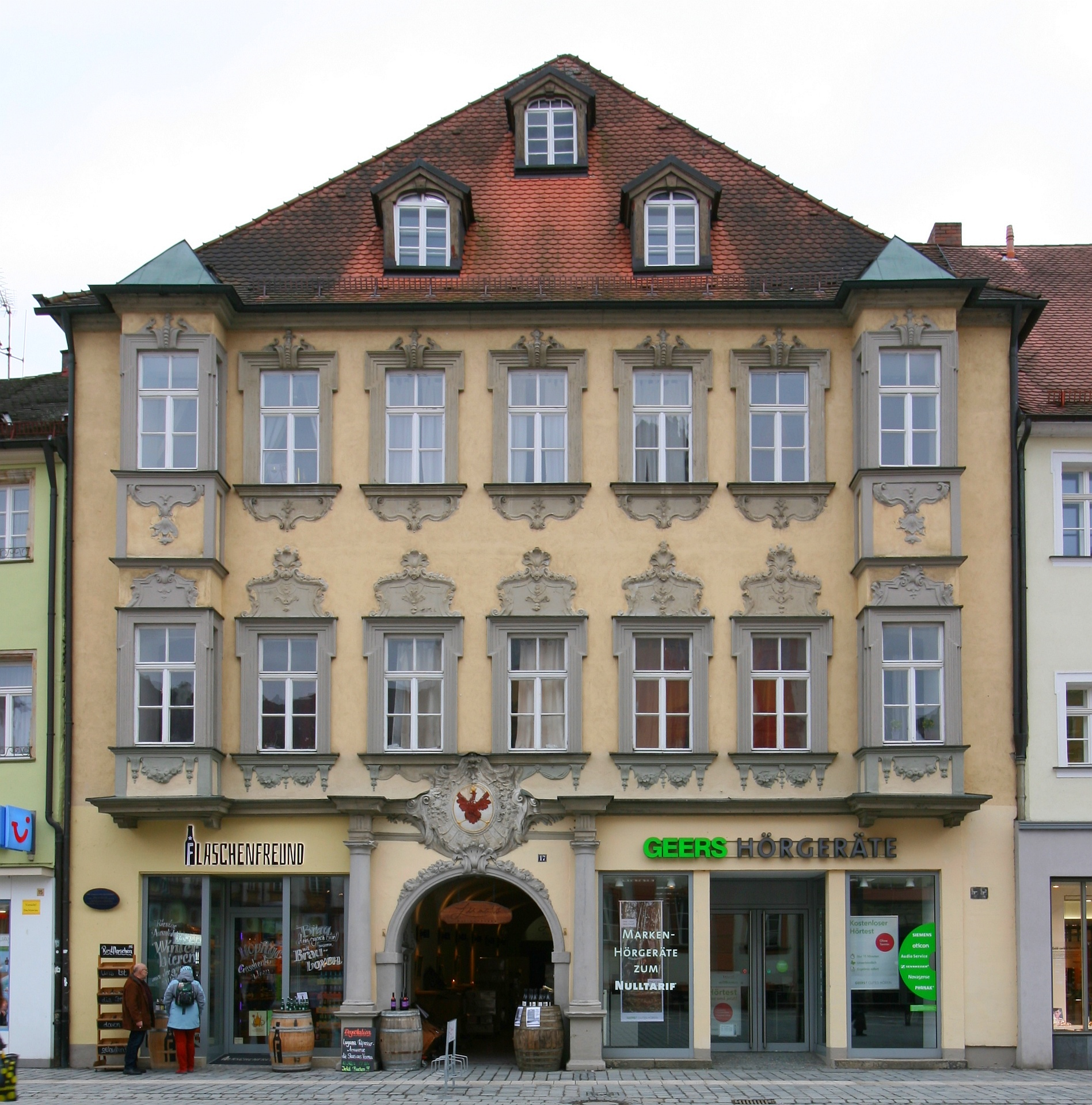
„Henselhaus“ Maximilianstraße 17

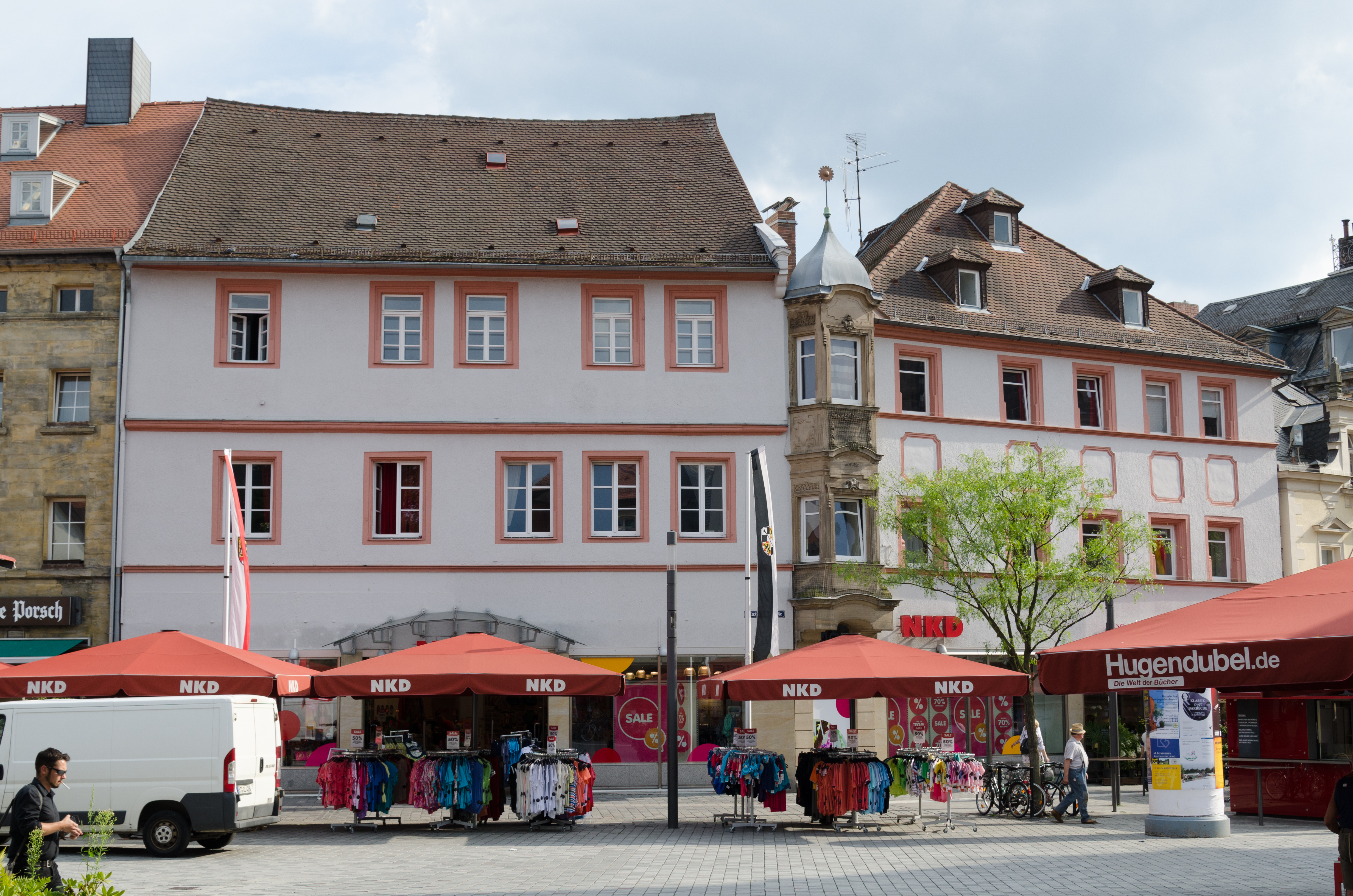
Maximilianstraße 65 und 67

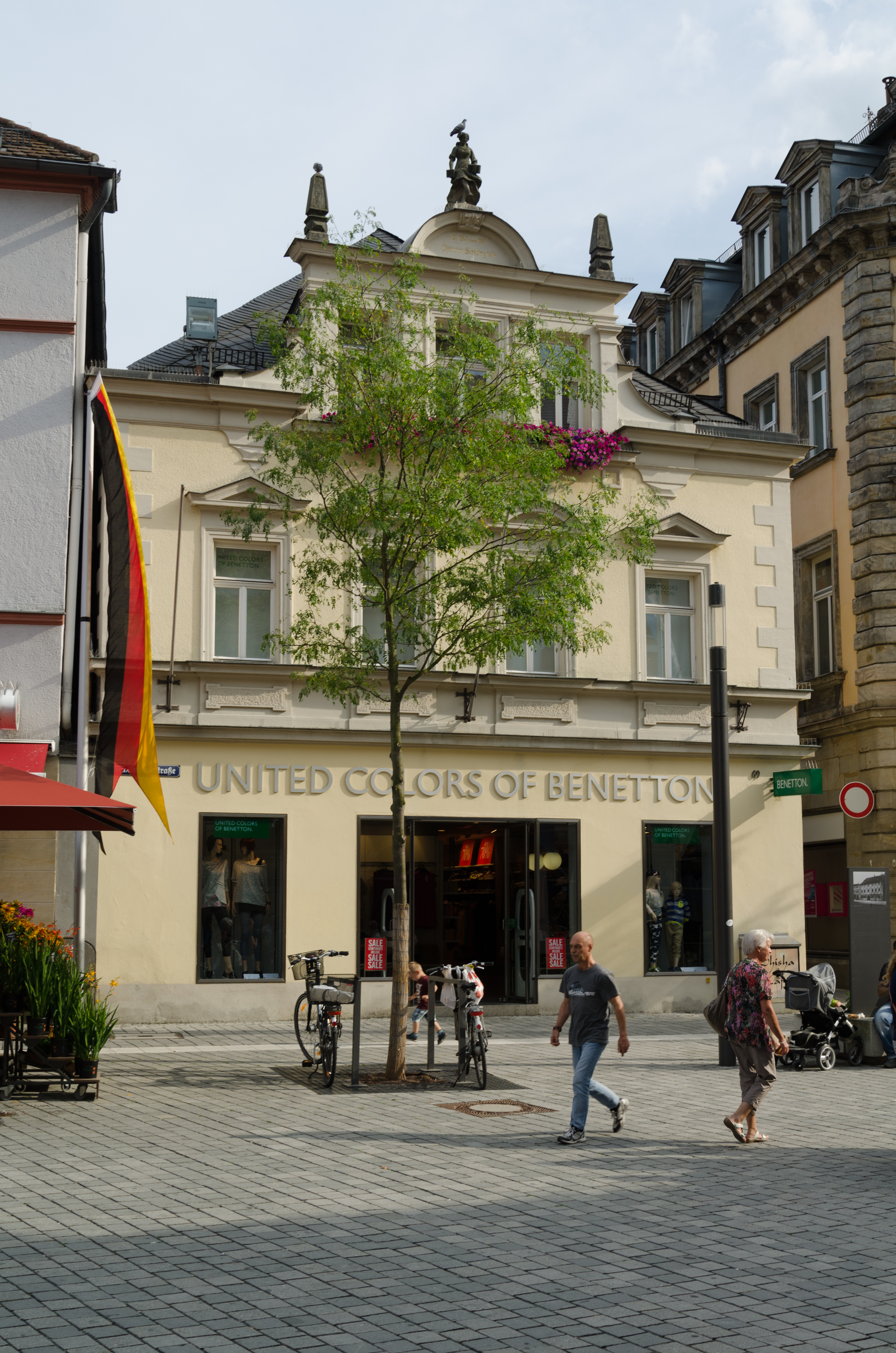
Maximilianstraße 69 mit der „Bierliesel“ auf dem Giebel

- Im 1830 errichteten „Gärtnerhaus“ (Maximilianstraße 1) entstand das erste Kaufhaus der Stadt. 1962 wurde im Zuge der Neugestaltung des Sternplatzes der klassizistische Sandsteinbau abgerissen[44] und in den Jahren 1991/92 durch einen Neubau ersetzt.[45]
- 1892 verlegte der jüdische Kaufmann Simon Pfefferkorn sein Textilgeschäft in das Eckgebäude Opernstraße 1 / Maximilianstraße 2 am Sternplatz, wo es sich zur führenden Handlung für Teppiche und Stoffe Bayreuths entwickelte. Bereits 1928 musste Pfefferkorn unter dem Druck der NSDAP sein Anwesen weit unter seinem Wert an den nationalsozialistischen Gauverlag Bayerische Ostmark verkaufen. Der örtliche Architekt Hans Reissinger baute es zum Sitz des Gaus Bayerische Ostmark um, an der Eckfront des in der Folge als „Braunes Haus“ bezeichneten Gebäudes war zeitweise ein überdimensionales Bildnis Adolf Hitlers angebracht. In den letzten Tagen der NS-Diktatur brannte das Eckhaus im April 1945 unter ungeklärten Umständen aus.[46]
- Maximilianstraße 3: Dreigeschossiger Sandsteinquaderbau mit Satteldach, um 1700 erbaut.
- Maximilianstraße 9: Dreigeschossiger, barocker Sandsteinquaderbau mit Mittelrisalit und Pilastergliederung aus dem Jahr 1738. Als erste Wohnung in Bayreuth nahm Jean Paul am 12. August 1804 dort Quartier, sein drittes Kind Odilie wurde im Haus (damalige Anschrift: Hauptstraße 54) geboren. Am 23. Juli 1805 zog er in ein bescheideneres Haus im Vorort Dürschnitz um.[25]
- Maximilianstraße 13: Zweigeschossiges Haus mit Satteldach von 1716.
- Maximilianstraße 17: Dreigeschossiger Bau mit Walmdach und reichem Rokokoschmuck, um 1740 über älterem Kern erbaut. 1897 kaufte der Fahrradhändler Conrad Hensel das Anwesen[47] und errichtete im Hinterhof zunächst eine Fahrradwerkstatt, in der er nach 1900 auch Motorräder und Autos reparierte.[48] Bis 1988 verkaufte die Fa. Heinrich Hensel im Vorderhaus Fahrräder, Schreibmaschinen und Nähmaschinen. Die Automobilwerkstatt wurde bereits 1914 in die Romanstraße ausgelagert,[49] wo sie bis 1989 existierte.[50]
- Das Geburtshaus (Maximilianstraße 31) des Philosophen Max Stirner (1806–1856) wurde 1970 abgerissen. Die von John Henry Mackay gestiftete Gedenktafel wurde an das Nachfolgebauwerk übernommen.
- Das Hotel Reichs-Adler in der Maximilianstraße 28 wurde 1920 geschlossen,[51] bald darauf wurde dort das Kino Reichshof eröffnet.[52] Im April 1945 brannte das Gebäude ab. Das bis 1950 wiederaufgebaute Anwesen beherbergte von Juli 1948[33] bis 1996 erneut[34] das Kino Reichshof.[53] Nach einigen Jahren Leerstand wird dieses seit 2020 als Kulturbühne Reichshof für Veranstaltungen genutzt.[54]
- Maximilianstraße 41: Dreigeschossiger Putzbau mit Rokokoschmuck aus der Mitte des 18. Jahrhunderts.
- Die Adler-Apotheke in der Maximilianstraße 47 ist die zweitälteste Apotheke der Stadt.[55]
- Maximilianstraße 50: Zweigeschossiger, giebelständiger Sandsteinbau mit Satteldach, im Kern aus dem 16./17. Jahrhundert.
- Das 1610 durch den Hofbaumeister Michael Mebart an der Stelle von drei Brandruinen des Stadtbrands von 1605 errichtete Haus Maximilianstraße 57 gehört zu den ältesten Gebäuden Bayreuths.

Die dortige „Mohren-Apotheke“ (1610 eröffnet) ist das älteste noch existierende Geschäft der Stadt. Johann von Gera, ein Apothekenhelfer aus Apolda, hatte dort 1609 drei zusammenhängende Grundstücke erworben und alsbald das Haus errichten lassen. Es verfügte im Hof über einen eigenen Pumpbrunnen und wies als besonderen Komfort sogar ein „Badstüblein“ auf.
- Maximilianstraße 58: Zweigeschossiger Sandsteinquaderbau mit Mansarddach und Zwerchhaus aus dem Jahr 1733.
- Maximilianstraße 62: Einst stand an der Stelle mit dem „Stall- und Kasten oder Getreydeboden“ ein hoher Getreidespeicher, in dessen Erdgeschoss die Ställe der Hof-, Post-, Bau- und Zugpferde untergebracht waren. Zwischen ihm und der Spitalkirche lag das 1895 abgebrochene Mühltürlein, ein schmales Stadttor für Fußgänger. 1768 wurde der Speicher zur Fronveste umgebaut, 1862 wich er dem Neubau des Königlichen Stadt- und Landgerichts.[57] Bis 1904 befand sich dort das Amtsgericht Bayreuth, ehe es in den Justizpalast an der Wilhelminenstraße umzog. Ab 1905 wurde das Gebäude von der Sparkasse genutzt und 1934 im Zuge der Verbreiterung der Straße Am Mühltürlein abgerissen. Der folgende Neubau diente der Sparkasse bis 1968 als Hauptgeschäftsstelle.[58] 2007 verschwand auch dieses Gebäude zugunsten eines modernen Geschäftshauses.
- Die evangelisch-lutherische Spitalkirche am unteren Markt gehört zu den Markgrafenkirchen.[59] Das namengebende ehemalige Spital, in dem Wohnungen und das Stadtarchiv untergebracht sind, grenzt direkt an. Über den Spitalhof gelangt man zum nahen Einkaufszentrum Rotmain-Center.
- Maximilianstraße 65 und 67: Dreigeschossige Sandsteinbauten mit Sattel- bzw. Walmdach aus dem 17. Jahrhundert.
- Maximilianstraße 69: Der zweigeschossige, giebelständige Sandsteinbau stammt im Kern aus dem 17. Jahrhundert. Nach einem Brand im Jahr 1886 erhielt das Haus seine neubarocke Fassadengestaltung. Die Figur der „Bierliesel“ auf dem Giebel ist von Friedrich Kaulbachs Darstellung der Münchner Kellnerin Coletta Möritz (1860–1953) inspiriert. Sie trägt ein bayerisches Dirndl mit Schnürmieder und gebauschten Ärmeln, dazu in den Händen acht Maßkrüge. Das runde Gebilde auf ihrem Kopf stellt eine Zielscheibe dar und zeigt Möritz als „Schützenliesel“ anlässlich des 7. Deutschen Bundesschießens 1881 auf der Münchner Theresienwiese.[60]
- Maximilianstraße 75: Zweigeschossiger Sandsteinquaderbau von 1739 mit Fensterschürzen.
- Maximilianstraße 83: Das Anfang des 18. Jahrhunderts am Unteren Tor außerhalb der Stadtmauer errichtete Haus wurde 2002 wegen akuter Einsturzgefahr abgebrochen[61] und später durch einen Neubau ersetzt.
- Am Haus Maximilianstraße 85 steht denkmalgeschützt einer von bis 2003 zwei vorhandenen Sandsteinpfeilern eines Portals, das um 1753 errichtet wurde und einst den Zugang zum hinter den Gebäuden Nr. 83 und 85 liegenden Weiher verschloss.[17]

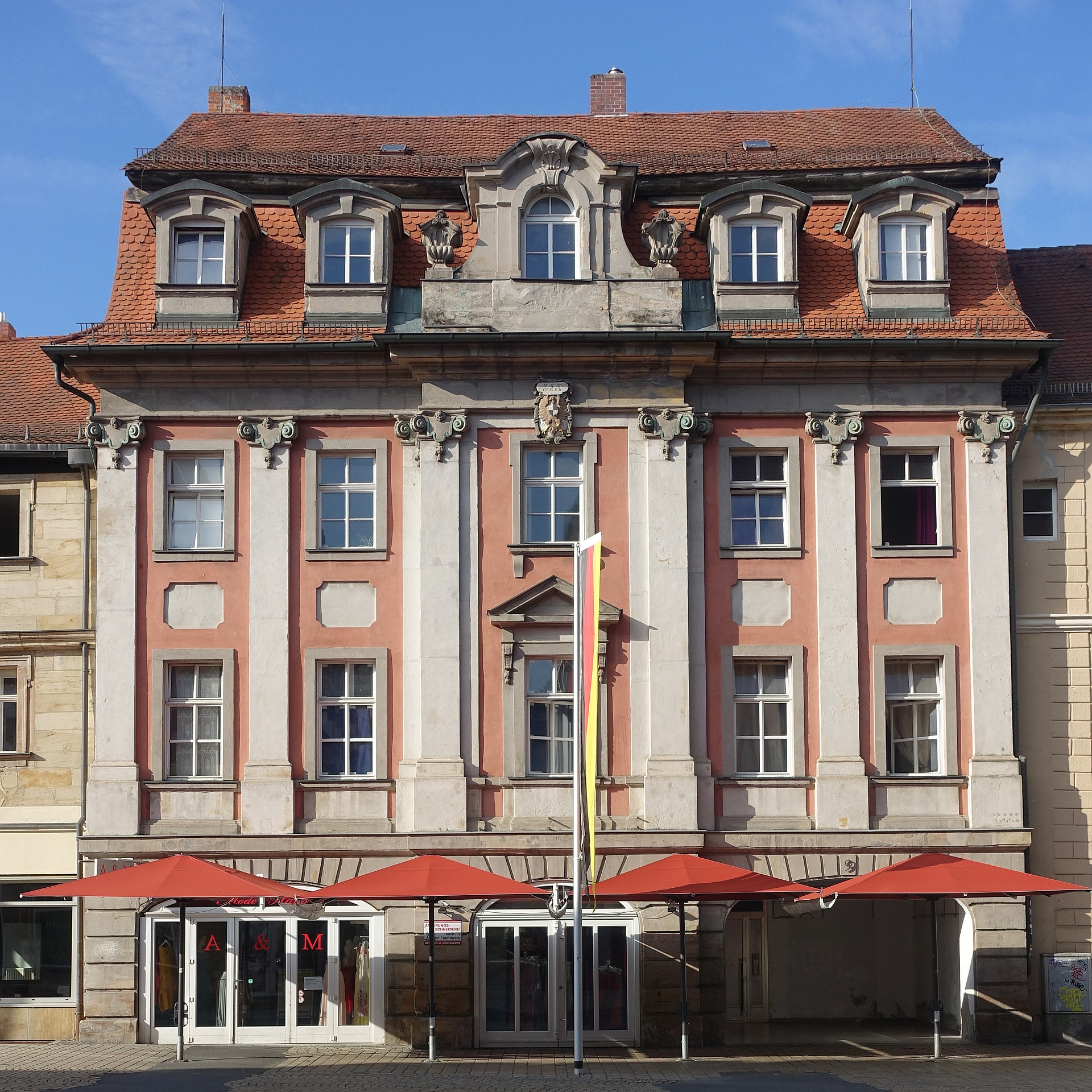
Maximilianstraße 9
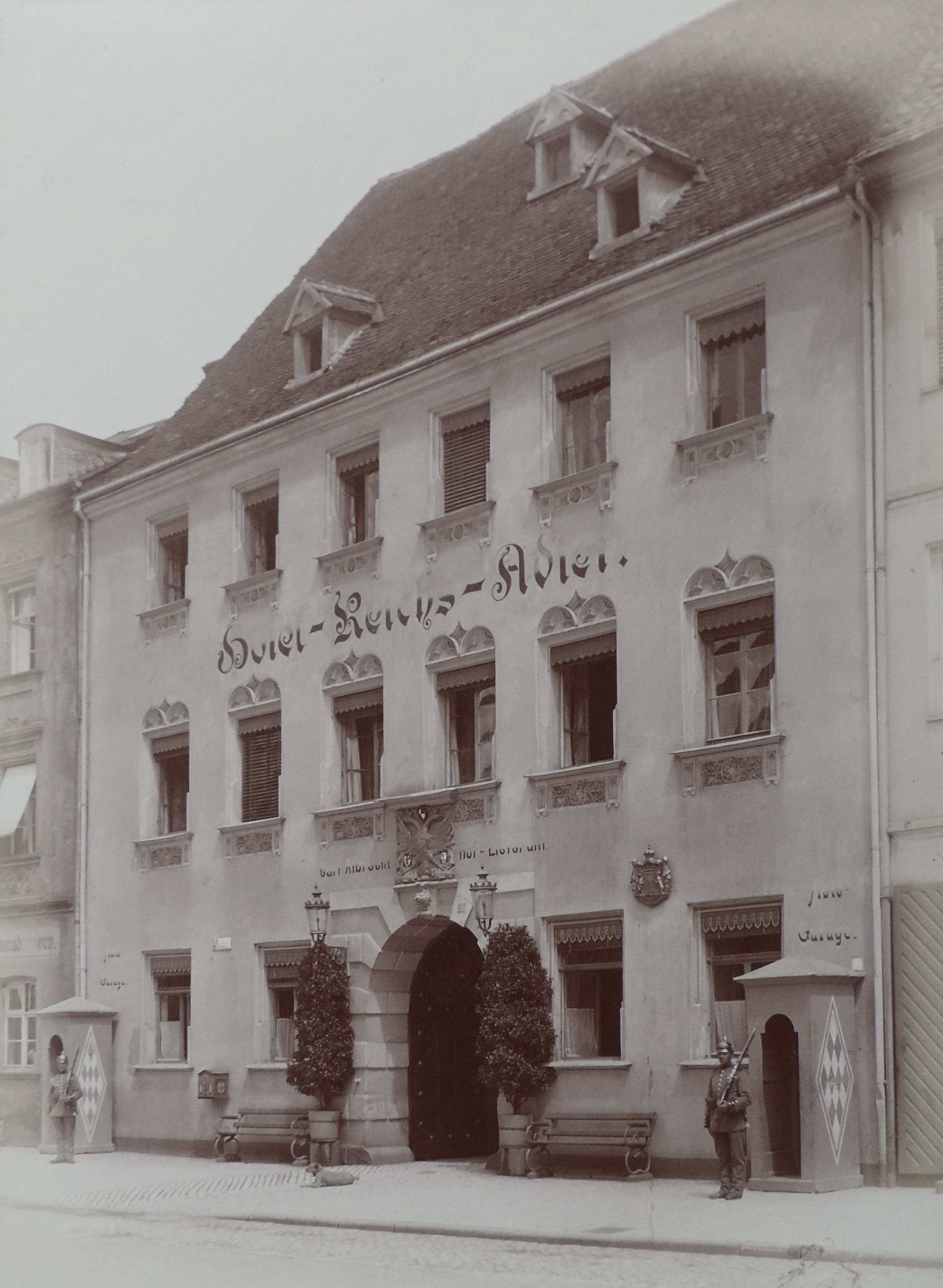
Hotel Reichs-Adler, Maximilianstraße 28 (um 1910), Standort des heutigen „Reichshofs“
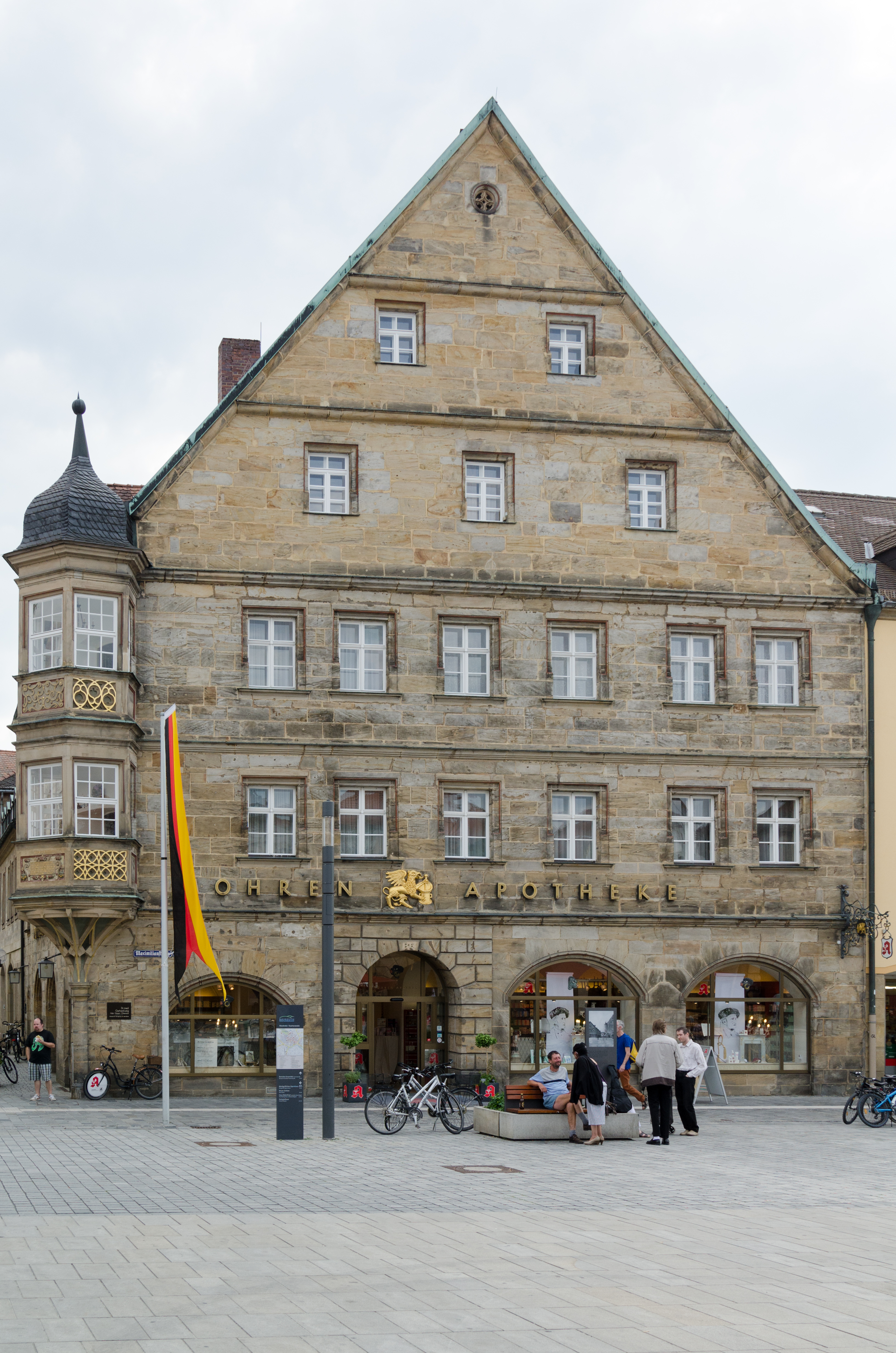
Maximilianstraße 57 (Mohren-Apotheke)
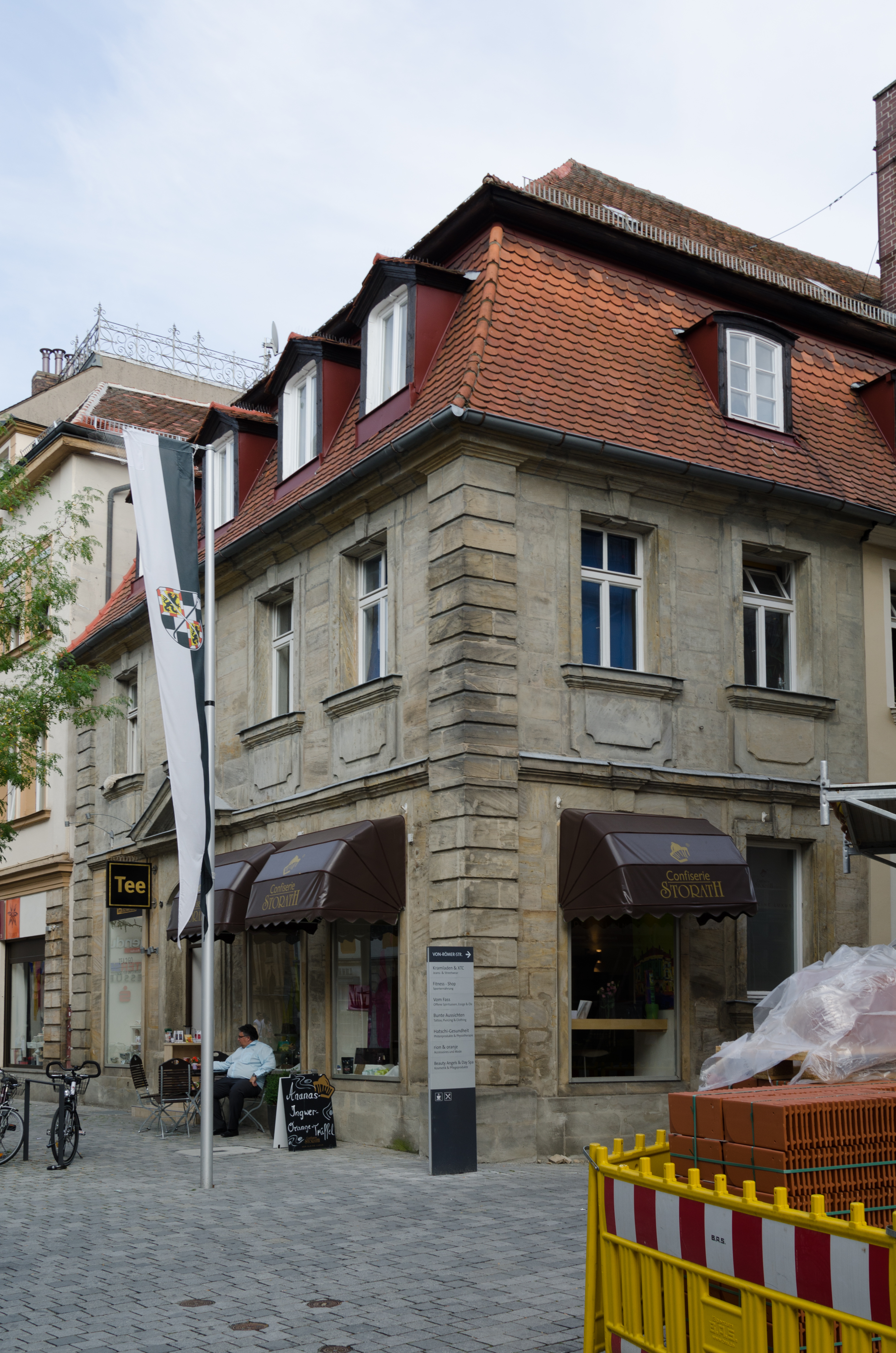
Maximilianstraße 75

## Brunnen

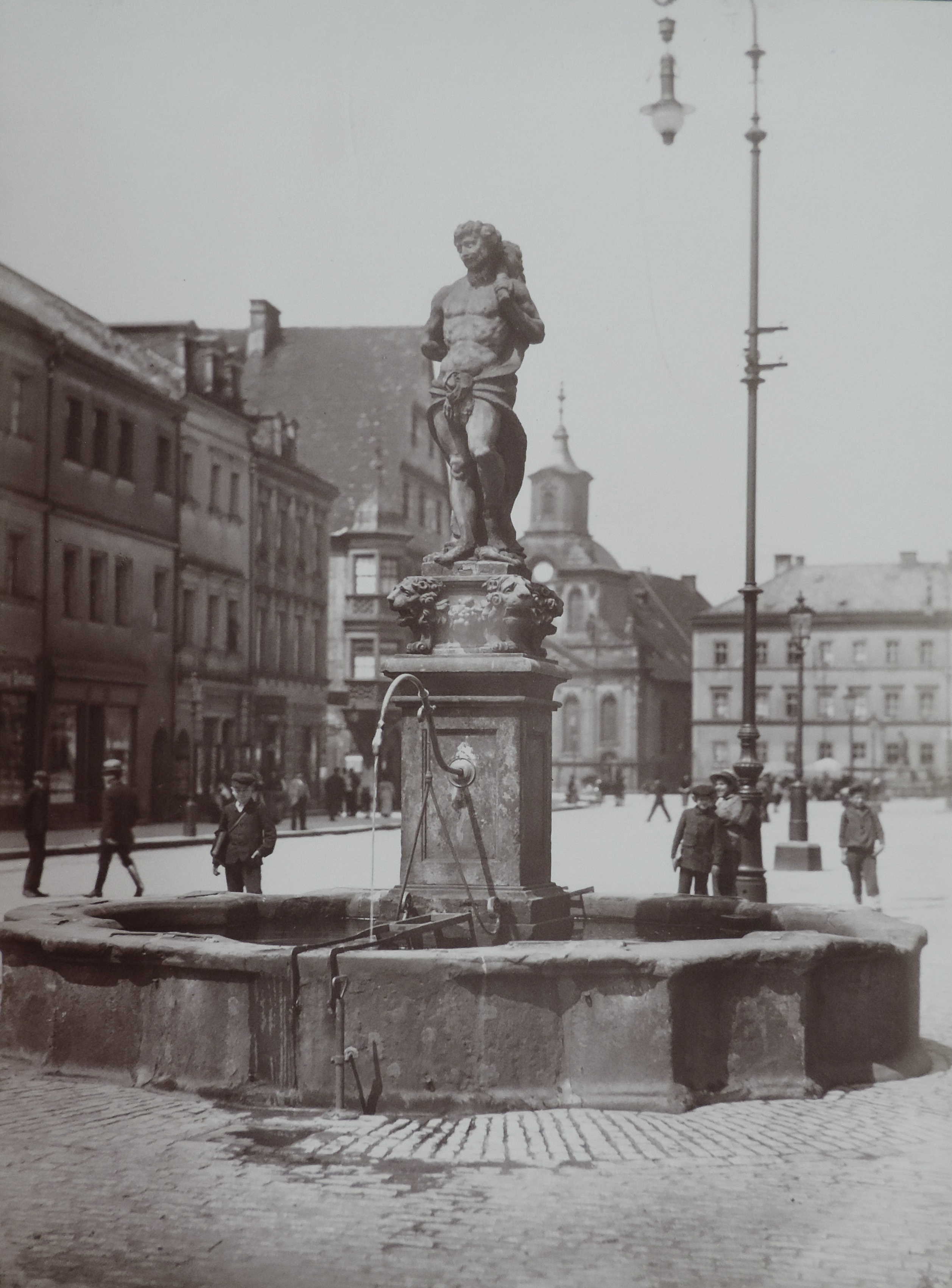
Herkulesbrunnen – im Hintergrund die Spitalkirche und das ehemalige Amtsgericht (vor 1913)

In der Längsachse der Maximilianstraße wurden vier Zierbrunnen angelegt.
- Aus dem Jahr 1676[62] stammt der Herkulesbrunnen, der 1755 eine neue Figur von Johann Gabriel Räntz erhielt.
- Der Famabrunnen wurde 1708 von Elias Räntz geschaffen.[63] Um in der Maximilianstraße Platz für vier Fahrspuren zu schaffen, wurde er 1965 zur nördlichen Häuserfront hin versetzt;[64] seit 2010 steht er wieder an der alten Stelle.
- Der Neptunbrunnen auf dem Marktplatz entstand im Jahr 1755.[65]
- Vor dem Ehrenhof des Alten Schlosses wurde 2010 ein begehbarer Brunnen errichtet.[66]

## Verkehr

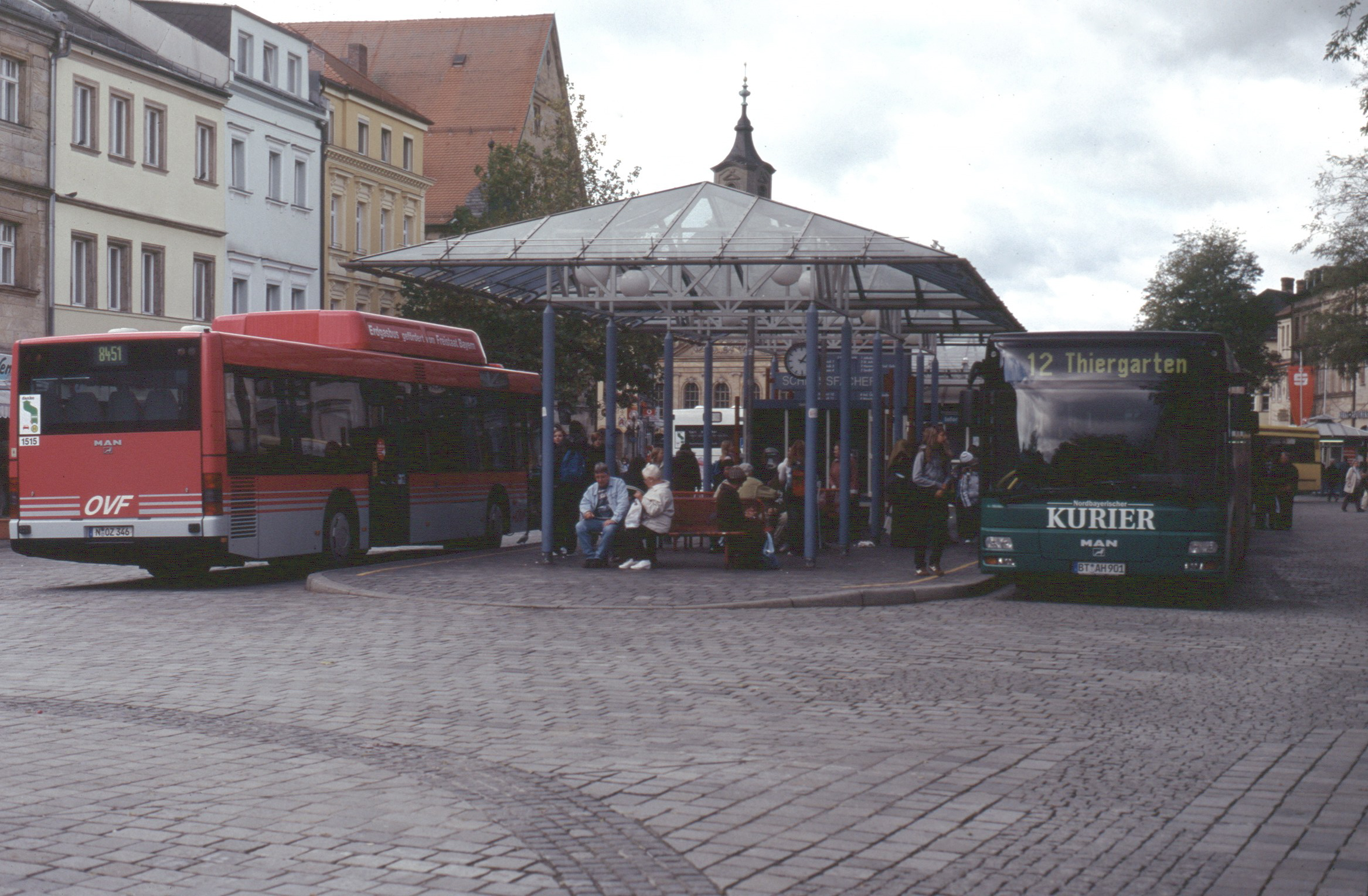
Zentrale Bushaltestelle in der Maximilianstraße (2007)

Bis in die Frühneuzeit hatte die Stadt keine bedeutende Funktion als Verkehrsknoten. Erst im Rahmen des Baus von befestigten Chausseen im 18. Jahrhundert entstand ein leistungsfähiges Netz von Poststraßen, die nach Bayreuth führten. 1861 endeten jene von Bamberg, Kulmbach und Hof sowie von Amberg und Nürnberg in der Maximilianstraße. Zwischen der Straße Schloßberglein und dem Ehrenhof des Alten Schlosses hatten zunächst die Fiaker, später dann die Taxis ihren Standplatz.
Ab ca. 1937 verliefen die Reichsstraße 22 (Bamberg–Weiden) und die Reichsstraße 85 (Berga–Passau) gebündelt über die Bayreuther Maximilianstraße. Mit der Zunahme des Individualverkehrs ab den 1950er Jahren wurde die Maximilianstraße „autogerecht“ umgebaut. Dem Generalverkehrsplan von 1964 entsprechend erhielt sie zwei bis drei Fahrspuren je Richtung, wobei die mittig gelegene, 1950 angelegte zentrale Bushaltestelle beibehalten und durch einen Fußgängertunnel an die Gehsteige sowie an das Untergeschoss des Kaufhauses Hertie angebunden wurde. Damit konnte der Verkehr der Bundesstraßen 22 und 85 statt auf Kopfsteinpflaster nahezu ungehindert auf Asphalt durch die Innenstadt fließen. Die „Businsel“, die von den Omnibussen von links angefahren wurde, wurde wiederholt umgestaltet und im Oktober 1985 überdacht.
In der unteren Maximilianstraße entstand im Juli 1978 der erste Abschnitt der Fußgängerzone. Diese wurde im Juli 1985 auf die gesamte Straße ausgedehnt, jedoch zwischen Sternplatz und Am Mühltürlein weiter von den städtischen Linienbussen befahren. Erst 2007 übernahm die neue Zentrale Omnibushaltestelle (ZOH) am nahen Hohenzollernplatz diese Funktion. Linienbusverkehr existiert nach wie vor zwischen dem Sternplatz und der Kanzleistraße. Der Fußgängertunnel verlor mit dem Bau der Fußgängerzone seine Funktion. Zunächst diente er noch als Fluchtweg für das nahe Kaufhaus und dem Ordnungsamt als Abstellraum. 1996 beschloss der Stadtrat, die letzte noch dorthin führende Treppenöffnung zuzuschütten und zu überpflastern.

## Märkte und Veranstaltungen
Dienstags und donnerstags zwischen 10 und 18 Uhr wird auf dem Marktplatz der Viktualienmarkt abgehalten. In der Vorweihnachtszeit stehen in der Maximilianstraße mehrere Wochen lang die Stände des Christkindlesmarkts.
Jeweils zur Faschingszeit ist der Marktplatz Ort des vier Tage währenden Straßenfaschings. Im Sommer 1977 fand dort erstmals ein Straßenfest statt; aus der damals eintägigen Veranstaltung wurde jährlich im Juli in der Maximilianstraße und angrenzenden Straßen das drei Tage dauernde Bürgerfest. Ebenfalls im Juli wird auf dem Marktplatz vier Tage lang das Afrika-Karibik-Festival gefeiert. Auf dem in jüngerer Zeit auch als „Stadtparkett“ bezeichneten unteren Markt wird im August das Bayreuther Weinfest zelebriert.
Jährlich im Frühjahr ist die Maximilianstraße Schauplatz des „Mobilitätstags“. Auf dieser zunächst als „Autofrühling“ bezeichneten Veranstaltung präsentieren Kraftfahrzeughändler Fahrzeuge ihres Angebots. In jüngerer Zeit kamen auch unmotorisierte Fahrzeuge wie Fahr- und Lastenräder hinzu.

## Sonstiges

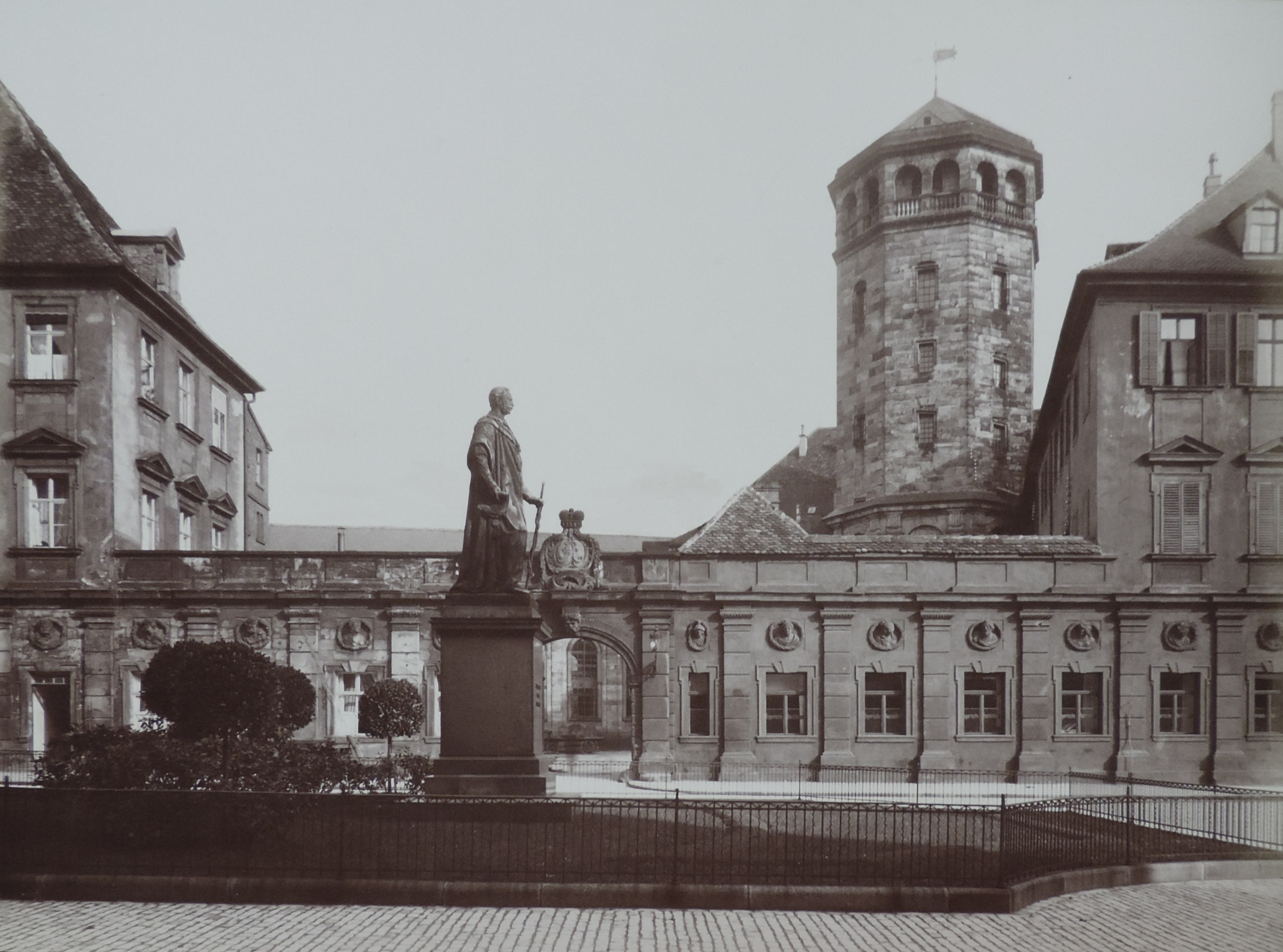
Ehrenhof mit Maximiliansdenkmal am einstigen Standort des Markgrafenbrunnens, der Schlossturm trägt noch kein Kreuz, (um 1910)

Im Alten Schloss, das im April 1945 bis auf die Außenmauern ausbrannte, befindet sich das Bayreuther Finanzamt. Der Wiederaufbau des Gebäudes in den Jahren 1950 bis 1954 war zunächst nicht unumstritten. Der Schlossturm ist erst seit 1960 Glockenturm der Schlosskirche; das auf seiner Spitze angebrachte goldene Kreuz stammt aus dem Jahr 1964. Der katholische Stadtpfarrer ließ es eigenmächtig, unter Umgehung des Stadtrats und gegen dessen Einwände, Ende Mai jenes Jahres anbringen.
Die örtlichen Tageszeitungen hatten lange Zeit ihren Sitz in der Maximilianstraße. 1892 erwarb Lorenz Ellwanger das Anwesen Maximilianstraße 60 und sicherte sich 1896 die Verlagsrechte für die Oberfränkische Zeitung. 1938 erwarb dessen Sohn das Verlagsrecht für das Bayreuther Tagblatt, in dem die Oberfränkische Zeitung aufging. Bis 2016 war das Gebäude Maximilianstraße 58 Geschäftsstelle des Nordbayerischen Kuriers. Die 1945 gegründete Fränkische Presse residierte ab 1946 im Haus Maximilianstraße 4, bis sie 1968 mit dem Bayreuther Tagblatt zum Nordbayerischen Kurier fusionierte.
Vor dem Sparkassengebäude am unteren Markt wurden Anfang der 1950er Jahre die ersten Parkuhren aufgestellt. Manche Bayreuther empfanden es zunächst als unmoralisch, dass die Stadtverwaltung dort „Zeit verkaufen“ wollte.
Eine originale Variante der Skulptur Non Violence des schwedischen Malers und Bildhauers Carl Fredrik Reuterswärd, ein Revolver mit verknotetem Lauf, befindet sich in der Maximilianstraße. Sie wurde am 3. April 2011 aufgestellt, bald darauf von Unbekannten zerstört und steht restauriert seit August 2012 wieder an ihrem Platz.
Gegenüber dem Alten Schloss steht eine große Dinosaurier-Figur, die auf das nahe Urwelt-Museum Oberfranken in der Kanzleistraße hinweist.

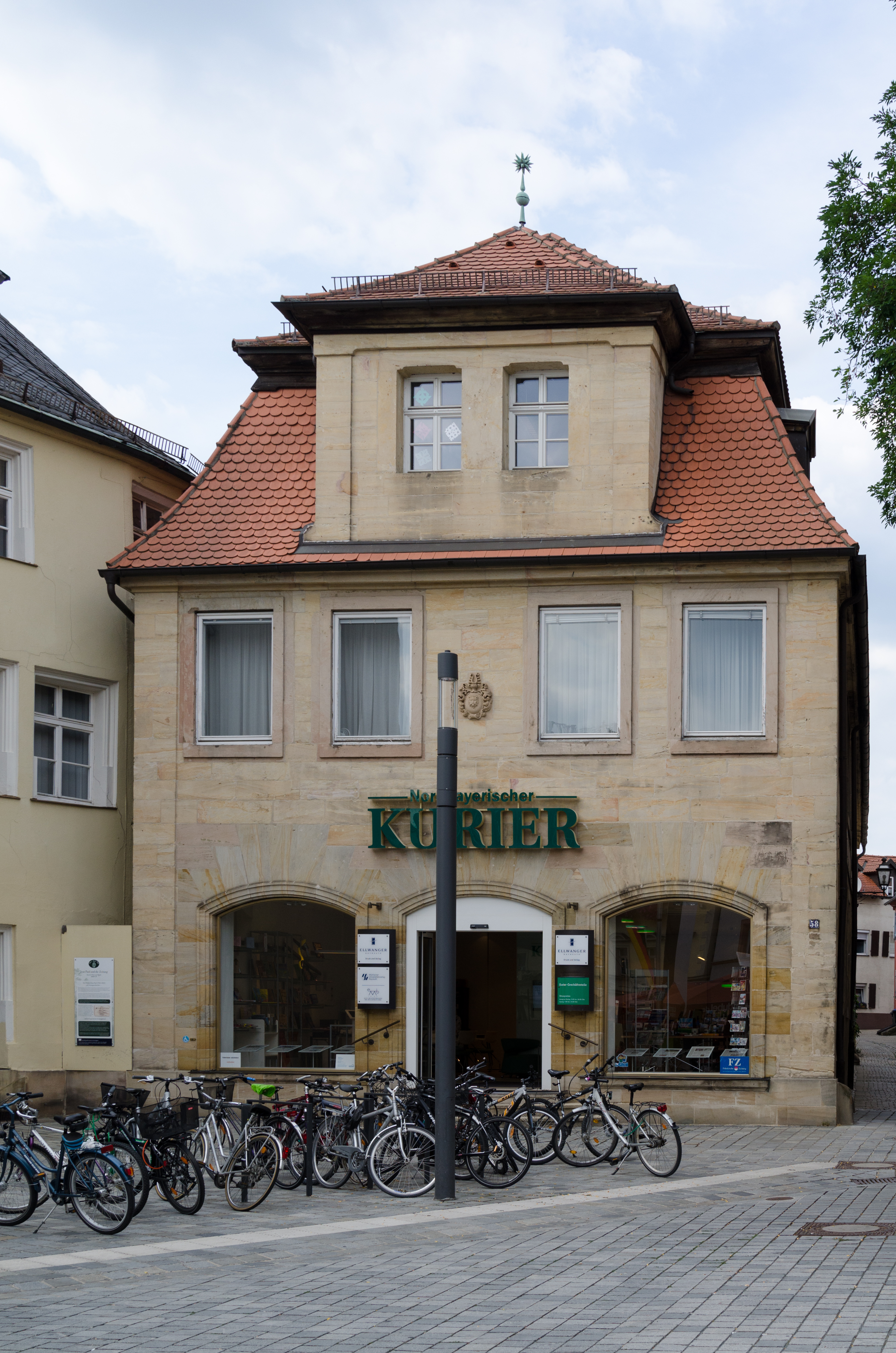
Maximilianstraße 58 als Geschäftsstelle des Nordbayerischen Kuriers
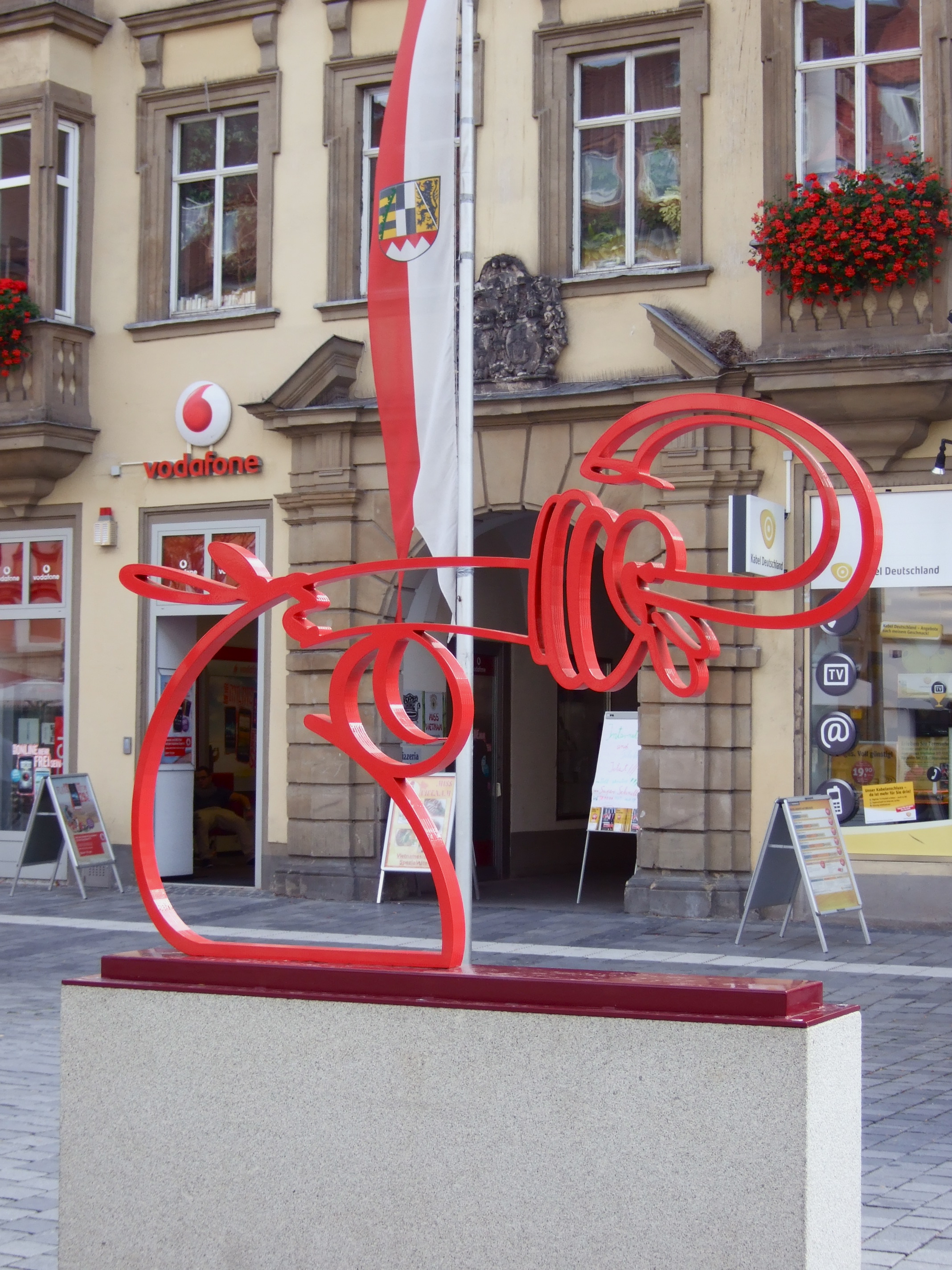
Non Violence
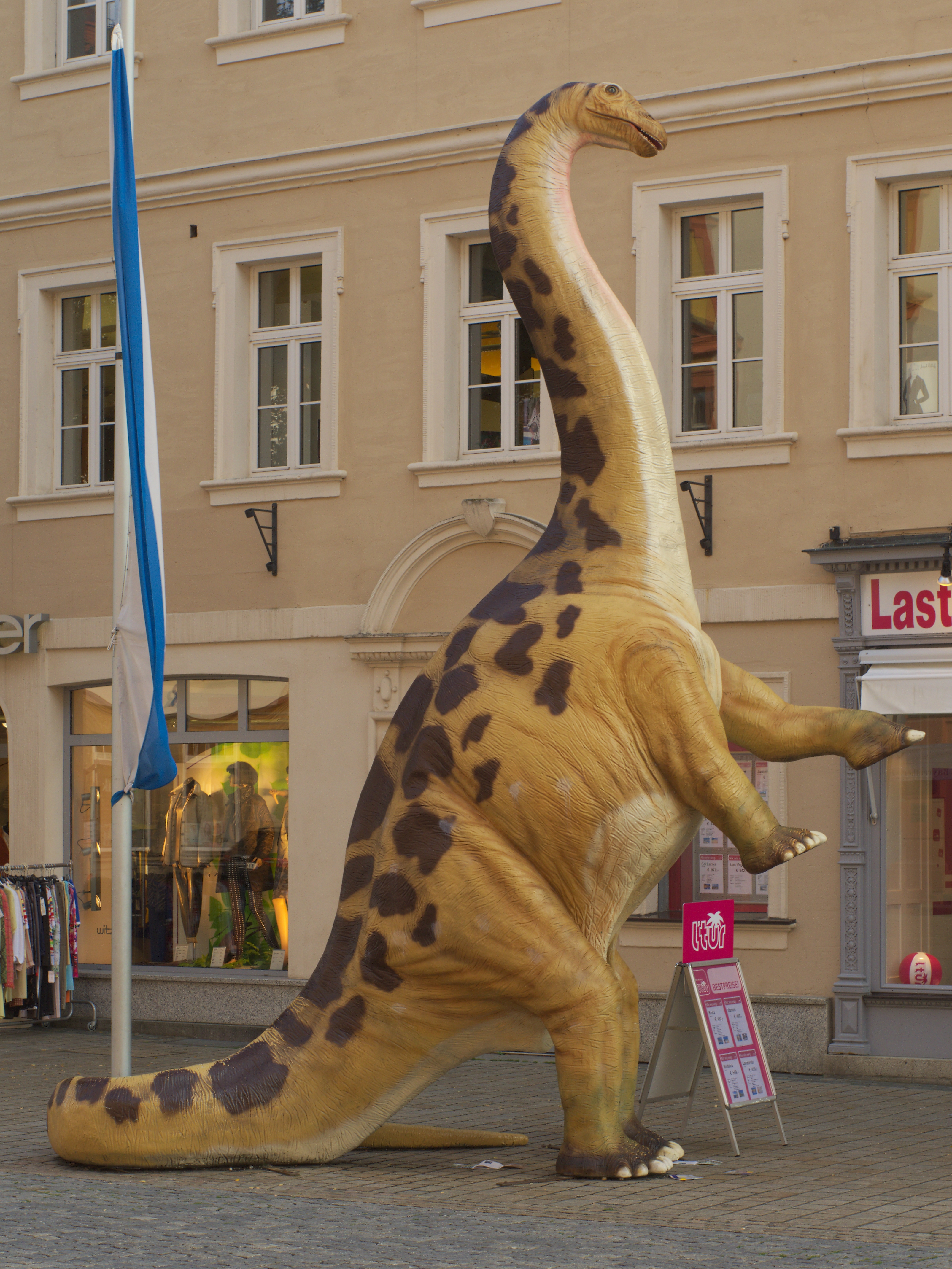
Dinosaurier-Figur gegenüber dem Alten Schloss